# Fumetti Disney di Carl Barks

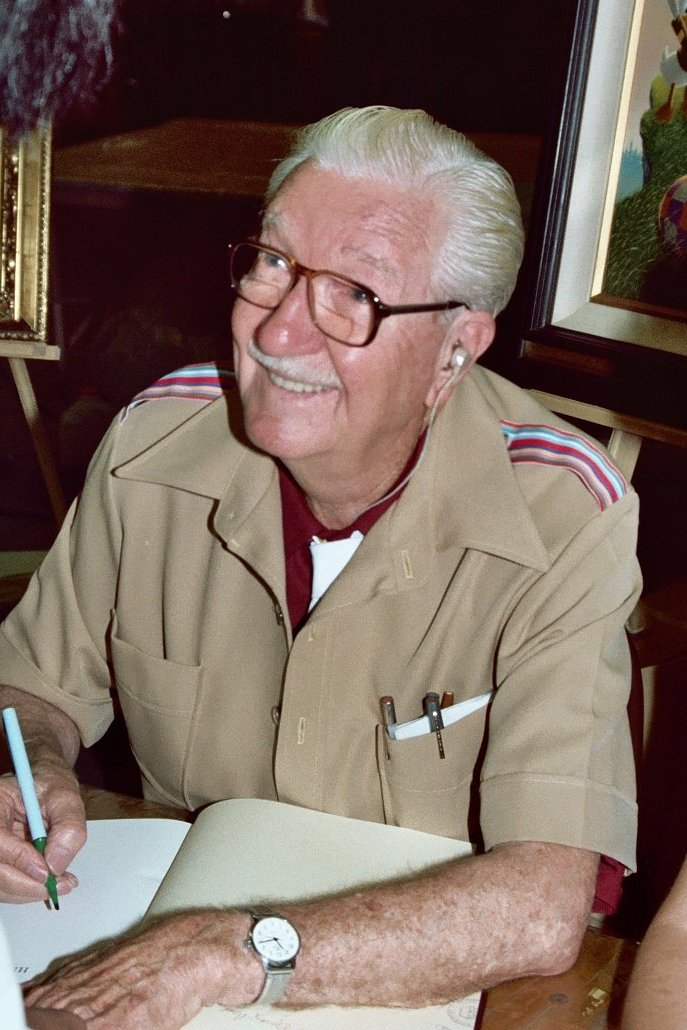
Carl Barks (1901-2000) al San Diego Comic-Con International nel 1982

Questa è la lista completa delle storie a fumetti Disney realizzate da Carl Barks (1901-2000). La data si riferisce alla prima pubblicazione negli USA.
L'elenco parte dal 1938, periodo in cui Barks collaborava alle sceneggiature delle storie senza disegnarle, e passando dal 1942, anno in cui Barks inizia a disegnare fumetti, ne ripercorre la carriera attraverso le storie, arrivando fino ai giorni nostri, comprendendo quindi fumetti inediti o postumi.
I titoli delle storie sono in lingua originale; per alcune di esse non si conosce una data ufficiale di pubblicazione, solo l'anno. Nell'elenco per ogni storia è indicato il protagonista, ed è presente un link di approfondimento al database online delle storie Disney INDUCKS.
| #   | Data di pubblicazione | Titolo originale e in italiano                                                      | N. pagine    | Protagonista                         | Disegni                    | Sceneggiatura                        | Codice storia |
| --- | --------------------- | ----------------------------------------------------------------------------------- | ------------ | ------------------------------------ | -------------------------- | ------------------------------------ | ------------- |
| 1   | 25 maggio 1938        | A Hole in One (Fondo segreto)                                                       | 1            | Paperino                             | Al Taliaferro              | Carl Barks, Bob Karp                 | YD 38-05-25   |
| 2   | 10 giugno 1938        | The Sheriff Goes Crabing (Acque proibite)                                           | 1            | Paperino                             | Al Taliaferro              | Carl Barks, Bob Karp                 | YD 38-06-10   |
| 3   | 27 giugno 1938        | Anything to Oblige (Arredamento)                                                    | 1            | Paperino                             | Al Taliaferro              | Carl Barks, Bob Karp                 | YD 38-06-27   |
| 4   | 2 luglio 1938         | Mr. Woodpecker Goes Picketing (Disturbo alla quiete)                                | 1            | Paperino                             | Al Taliaferro              | Carl Barks, Bob Karp                 | YD 38-07-02   |
| 5   | 6 luglio 1938         | Out of the Frying Pant (Evasione)                                                   | 1            | Paperino                             | Al Taliaferro              | Carl Barks, Bob Karp                 | YD 38-07-06   |
| 6   | luglio 1938           | There's One Born Every Minute (Scherzone)                                           | 1            | Paperino                             | Al Taliaferro              | Carl Barks, Bob Karp                 | YD 38-07-25   |
| 7   | 25 ottobre 1938       | Donald's Golf Game (Golfista nato)                                                  | 1            | Paperino                             | Al Taliaferro              | Carl Barks, Bob Karp                 | YD 38-10-25   |
| 8   | 27 ottobre 1938       | Donald's Golf Game (Scommessa)                                                      | 1            | Paperino                             | Al Taliaferro              | Carl Barks, Bob Karp                 | YD 38-10-27   |
| 9   | 26 novembre 1938      | Just a Heel! (Schiacciapatate)                                                      | 1            | Paperino                             | Al Taliaferro              | Carl Barks, Bob Karp                 | YD 38-11-26   |
| 10  | 10 gennaio 1939       | Into the Frying Pan (Pesca geniale)                                                 | 1            | Paperino                             | Al Taliaferro              | Carl Barks, Bob Karp                 | YD 39-01-10   |
| 11  | 4 febbraio 1939       | A Heavy Fall of Snow! (Un aiuto imprevisto)                                         | 1            | Paperino                             | Al Taliaferro              | Carl Barks, Bob Karp                 | YD 39-02-04   |
| 12  | 6 febbraio 1939       | senza titolo (Invenzione a freddo)                                                  | 1            | Paperino                             | Al Taliaferro              | Carl Barks, Bob Karp                 | YD 39-02-06   |
| 13  | 1942                  | Pluto Saves the Ship (Pluto salva la nave)                                          | 51           | Pluto                                | sconosciuto                | Carl Barks, Jack Hannah, Nick George | W LFC 7-01    |
| 14  | ottobre 1942          | Donald Duck Finds Pirate Gold (Paperino e l'oro del pirata)                         | 64           | Paperino                             | Carl Barks, Jack Hannah    | Bob Karp                             | W OS 9-02     |
| 15  | aprile 1943           | The Victory Garden (Paperino e i corvi)                                             | 10           | Paperino                             | Carl Barks                 | Carl Barks (rewrite)                 | W WDC 31-05   |
| 16  | maggio 1943           | The Rabbit's Foot (Paperino e il gorilla)                                           | 10           | Paperino                             | Carl Barks                 | Carl Barks                           | W WDC 32-01   |
| 17  | giugno 1943           | Lifeguard Daze (Paperino e lo squalo)                                               | 10           | Paperino                             | Carl Barks                 | Carl Barks                           | W WDC 33-01   |
| 18  | luglio 1943           | Good Deeds (Paperino aviatore)                                                      | 10           | Paperino                             | Carl Barks                 | Carl Barks                           | W WDC 34-01   |
| 19  | agosto 1943           | The Limber W Guest Ranch (Paperino nel far west)                                    | 10           | Paperino                             | Carl Barks                 | Carl Barks                           | W WDC 35-01   |
| 20  | settembre 1943        | The Mummy's Ring (Paperino e l’anello della mummia)                                 | 28           | Paperino                             | Carl Barks                 | Carl Barks                           | W OS 29-01    |
| 21  | settembre 1943        | The Hard Loser (Paperino in "Il cattivo perdente")                                  | 10           | Paperino                             | Carl Barks                 | Carl Barks                           | W OS 29-02    |
| 22  | settembre 1943        | Too Many Pets (Paperino e la scimmia)                                               | 26           | Paperino                             | Carl Barks                 | Carl Barks, Merrill De Maris         | W OS 29-03    |
| 23  | settembre 1943        | The Mighty Trapper (Paperino e il grande trappolatore)                              | 10           | Paperino                             | Carl Barks                 | Carl Barks                           | W WDC 36-01   |
| 24  | novembre 1943         | Good Neighbors (Paperino e i buoni vicini)                                          | 10           | Paperino                             | Carl Barks                 | Carl Barks                           | W WDC 38-02   |
| 25  | dicembre 1943         | Salesman Donald (Paperino piazzista)                                                | 10           | Paperino                             | Carl Barks                 | Carl Barks                           | W WDC 39-01   |
| 26  | gennaio 1944          | Snow Fun (Paperino sciatore)                                                        | 10           | Paperino                             | Carl Barks                 | Carl Barks                           | W WDC 40-01   |
| 27  | febbraio 1944         | The Duck in the Iron Pants (Paperino e l'uomo di ferro)                             | 10           | Paperino                             | Carl Barks                 | Carl Barks                           | W WDC 41-01   |
| 28  | marzo 1944            | Kite Weather (Paperino in meglio le ragazzine)                                      | 7            | Paperino                             | Carl Barks                 | Carl Barks                           | W WDC 42-02   |
| 29  | aprile 1944           | Three Dirty Little Ducks (Paperino presenta “I tre sporchi piccoli paperi”)         | 10           | Paperino                             | Carl Barks                 | Carl Barks                           | W WDC 43-02   |
| 30  | maggio 1944           | The Mad Chemist (Paperino chimico genio)                                            | 10           | Paperino                             | Carl Barks                 | Carl Barks                           | W WDC 44-02   |
| 31  | giugno 1944           | Rival Boatmen (Paperino al mare)                                                    | 10           | Paperino                             | Carl Barks                 | Carl Barks                           | W WDC 45-02   |
| 32  | luglio 1944           | Camera Crazy (Paperino fotoreporter)                                                | 10           | Paperino                             | Carl Barks                 | Carl Barks                           | W WDC 46-02   |
| 33  | agosto 1944           | Farragut the Falcon (Paperino e il falco)                                           | 10           | Paperino                             | Carl Barks                 | Carl Barks                           | W WDC 47-02   |
| 34  | settembre 1944        | The Purloined Putty (Paperino motorizzato)                                          | 10           | Paperino                             | Carl Barks                 | Carl Barks                           | W WDC 48-02   |
| 35  | ottobre 1944          | High-wire Daredevils (Paperino equilibrista)                                        | 10           | Paperino                             | Carl Barks                 | Carl Barks                           | W WDC 49-02   |
| 36  | novembre 1944         | Ten Cents' Worth of Trouble (Paperino numismatico)                                  | 10           | Paperino                             | Carl Barks                 | Carl Barks                           | W WDC 50-02   |
| 37  | dicembre 1944         | Donald's Bay Lot (Paperino pescatore)                                               | 10           | Paperino                             | Carl Barks                 | Carl Barks                           | W WDC 51-02   |
| 38  | gennaio 1945          | Frozen Gold (Paperino e l'oro gelato)                                               | 24           | Paperino                             | Carl Barks                 | Carl Barks                           | W OS 62-02    |
| 39  | gennaio 1945          | Mystery of the Swamp (Paperino e il mistero della palude)                           | 24           | Paperino                             | Carl Barks                 | Carl Barks                           | W OS 62-03    |
| 40  | gennaio 1945          | Thievery Afoot (Paperino e il Topo)                                                 | 10           | Paperino                             | Carl Barks                 | Carl Barks                           | W WDC 52-02   |
| 41  | febbraio 1945         | The Tramp Steamer (Paperino disoccupato)                                            | 10           | Paperino                             | Carl Barks                 | Carl Barks                           | W WDC 53-02   |
| 42  | marzo 1945            | The Long Race to Pumpkinburg (Paperino e il terribile 3P)                           | 10           | Paperino                             | Carl Barks                 | Carl Barks                           | W WDC 54-02   |
| 43  | aprile 1945           | Webfooted Wrangler (Paperino cow-boy)                                               | 10           | Paperino                             | Carl Barks                 | Carl Barks                           | W WDC 55-02   |
| 44  | maggio 1945           | The Icebox Robber (Paperino e il ladro fantasma)                                    | 10           | Paperino                             | Carl Barks                 | Carl Barks                           | W WDC 56-02   |
| 45  | giugno 1945           | Pecking Order (Paperino e il picchio)                                               | 10           | Paperino                             | Carl Barks                 | Carl Barks                           | W WDC 57-02   |
| 46  | luglio 1945           | Taming the Rapids (Paperino in villeggiatura)                                       | 8            | Paperino                             | Carl Barks                 | Carl Barks                           | W WDC 58-02   |
| 47  | agosto 1945           | The Riddle of the Red Hat (Topolino e il mistero del cappellino rosso)              | 11           | Topolino                             | Carl Barks                 | Carl Barks                           | W OS 79-01    |
| 48  | agosto 1945           | Days at the Lazy K (Paperino e il puledro indomabile)                               | 8            | Paperino                             | Carl Barks                 | Carl Barks                           | W WDC 59-01   |
| 49  | settembre 1945        | Eyes in the Dark (Paperino in villeggiatura)                                        | 10           | Paperino                             | Carl Barks                 | Carl Barks                           | W WDC 60-02   |
| 50  | ottobre 1945          | Thug Busters (Paperino e gli investigatori)                                         | 8            | Paperino                             | Carl Barks                 | Carl Barks                           | W WDC 61-02   |
| 51  | novembre 1945         | The Great Ski Race (Paperino campione di acquaplano)                                | 10           | Paperino                             | Carl Barks                 | Carl Barks                           | W WDC 62-02   |
| 52  | dicembre 1945         | Best Christmas (Paperino e la fiaba natalizia)                                      | 8            | Paperino                             | Carl Barks                 | Carl Barks                           | W FGW 45-01   |
| 53  | dicembre 1945         | Ten-Dollar Dither (Paperino e la banconota da dieci dollari)                        | 10           | Paperino                             | Carl Barks                 | Carl Barks                           | W WDC 63-02   |
| 54  | gennaio 1946          | The Terror of the River!! (Paperino e il terrore di Golasecca)                      | 28           | Paperino                             | Carl Barks                 | Carl Barks                           | W OS 108-01   |
| 55  | gennaio 1946          | The Firebug (Paperino e l'incendiario)                                              | 13           | Paperino                             | Carl Barks, Dan Noonan (?) | Carl Barks                           | W OS 108-02   |
| 56  | gennaio 1946          | Seals Are So Smart! (Paperino e la foca)                                            | 10           | Paperino                             | Carl Barks                 | Carl Barks                           | W OS 108-03   |
| 57  | gennaio 1946          | Donald Tames His Temper (Paperino e i buoni propositi)                              | 10           | Paperino                             | Carl Barks                 | Carl Barks                           | W WDC 64-02   |
| 58  | febbraio 1946         | Singapore Joe (Paperino e il pappagallo)                                            | 10           | Paperino                             | Carl Barks                 | Carl Barks                           | W WDC 65-02   |
| 59  | marzo 1946            | Master Ice-Fisher (Paperino e la gara di pesca)                                     | 10           | Paperino                             | Carl Barks                 | Carl Barks                           | W WDC 66-02   |
| 60  | aprile 1946           | Jet Rescue (Paperino fa una conquista)                                              | 10           | Paperino                             | Carl Barks                 | Carl Barks                           | W WDC 67-02   |
| 61  | maggio 1946           | Donald's Monster Kite (Paperino costruttore di aquiloni)                            | 10           | Paperino                             | Carl Barks                 | Carl Barks                           | W WDC 68-02   |
| 62  | giugno 1946           | Biceps Blues (Paperino forzuto senza saperlo)                                       | 10           | Paperino                             | Carl Barks                 | Carl Barks                           | W WDC 69-02   |
| 63  | luglio 1946           | The Smugsnorkle Squattie (Paperino e il cane sublime)                               | 10           | Paperino                             | Carl Barks                 | Carl Barks                           | W WDC 70-02   |
| 64  | agosto 1946           | Swimming Swindlers (Paperino e la gara di nuoto)                                    | 10           | Paperino                             | Carl Barks                 | Carl Barks                           | W WDC 71-02   |
| 65  | settembre 1946        | Playin' Hookey (Il primo giorno di scuola di Qui, Quo e Qua)                        | 10           | Paperino                             | Carl Barks                 | Carl Barks                           | W WDC 72-02   |
| 66  | ottobre 1946          | The Gold-Finder (Paperino e lo "scoprioro")                                         | 10           | Paperino                             | Carl Barks                 | Carl Barks                           | W WDC 73-02   |
| 67  | novembre 1946         | The Tax-Collectors (Qui Quo Qua esattori)                                           | 10           | Paperino                             | Carl Barks                 | Carl Barks                           | W WDC 74-01   |
| 68  | dicembre 1946         | Santa's Stormy Visit (Paperino e il gabbiano del faro)                              | 8            | Paperino                             | Carl Barks                 | Carl Barks                           | W FGW 46-01   |
| 69  | dicembre 1946         | Turkey Trouble (Paperino tiratore perfetto)                                         | 10           | Paperino                             | Carl Barks                 | Carl Barks                           | W WDC 75-01   |
| 70  | 1947                  | Donald Duck's Atom Bomb (Paperino e la bomba atomica)                               | 30           | Paperino                             | Carl Barks                 | Carl Barks                           | W CGW Y 1-01  |
| 71  | 1947                  | Maharajah Donald (Paperino e le tigri reali)                                        | 28           | Paperino                             | Carl Barks                 | Carl Barks                           | W MOC 4-01    |
| 72  | 1947                  | The Peaceful Hills (Paperino e la pace infinita)                                    | 2            | Paperino                             | Carl Barks                 | Carl Barks                           | W MOC 4-02    |
| 73  | gennaio 1947          | The Cantankerous Cat (Paperino e il gatto infernale)                                | 10           | Paperino                             | Carl Barks                 | Carl Barks                           | W WDC 76-02   |
| 74  | febbraio 1947         | Going Buggy (Paperino e i tre grilli magici)                                        | 10           | Paperino                             | Carl Barks                 | Carl Barks                           | W WDC 77-02   |
| 75  | marzo 1947            | Jam Robbers (Paperino e l'argento infiammabile)                                     | 10           | Paperino                             | Carl Barks                 | Carl Barks                           | W WDC 78-02   |
| 76  | aprile 1947           | Picnic Tricks (Paperino e la romantica scampagnata)                                 | 10           | Paperino                             | Carl Barks                 | Carl Barks                           | W WDC 79-02   |
| 77  | maggio 1947           | If the Hat Fits (Paperino proprio quel che ci vuole!)                               | 1            | Paperino                             | Carl Barks                 | Carl Barks                           | W OS 147-01   |
| 78  | maggio 1947           | Volcano Valley (Paperino in Vulcanovia)                                             | 30           | Paperino                             | Carl Barks                 | Carl Barks                           | W OS 147-02   |
| 79  | maggio 1947           | Donald's Posy Patch (Paperino e i tre burloni burlati)                              | 10           | Paperino                             | Carl Barks                 | Carl Barks                           | W WDC 80-02   |
| 80  | giugno 1947           | Donald Mines His Own Business (Paperino cercatore d'oro)                            | 10           | Paperino                             | Carl Barks                 | Carl Barks                           | W WDC 81-02   |
| 81  | luglio 1947           | Magical Misery (Paperino prestigiatore)                                             | 10           | Paperino                             | Carl Barks                 | Carl Barks                           | W WDC 82-02   |
| 82  | agosto 1947           | The Ghost of the Grotto (Paperino e il fantasma della grotta)                       | 26           | Paperino                             | Carl Barks                 | Carl Barks                           | W OS 159-01   |
| 83  | agosto 1947           | Adventure Down Under (Paperino cacciatore di canguri)                               | 25           | Paperino                             | Carl Barks                 | Carl Barks                           | W OS 159-02   |
| 84  | agosto 1947           | Vacation Time (Paperino vittima del riposo)                                         | 10           | Paperino                             | Carl Barks                 | Carl Barks                           | W WDC 83-02   |
| 85  | settembre 1947        | The Waltz King (Paperino re del valzer)                                             | 10           | Paperino                             | Carl Barks                 | Carl Barks                           | W WDC 84-02   |
| 86  | ottobre 1947          | The Masters of Melody (Paperino musicista)                                          | 10           | Paperino                             | Carl Barks                 | Carl Barks                           | W WDC 85-02   |
| 87  | novembre 1947         | Fireman Donald (Paperino capopompiere)                                              | 10           | Paperino                             | Carl Barks                 | Carl Barks                           | W WDC 86-02   |
| 88  | dicembre 1947         | Three Good Little Ducks (Paperino e i tre buoni piccoli paperi)                     | 8            | Paperino                             | Carl Barks                 | Carl Barks                           | W FGW 47-01   |
| 89  | dicembre 1947         | Fashion in Flight (Paperino Troppa... classe!)                                      | 1            | Paperino                             | Carl Barks                 | Carl Barks                           | W OS 178-01   |
| 90  | dicembre 1947         | Christmas on Bear Mountain (Il Natale di Paperino sul Monte Orso)                   | 20           | Paperino                             | Carl Barks                 | Carl Barks                           | W OS 178-02   |
| 91  | dicembre 1947         | Turn for the Worse (Paperino Uno scherzo mal riuscito)                              | 1            | Paperino                             | Carl Barks                 | Carl Barks                           | W OS 178-04   |
| 92  | dicembre 1947         | Machine Mix-Up (Paperino e la cucina nuova)                                         | 1            | Paperino                             | Carl Barks                 | Carl Barks                           | W OS 178-05   |
| 93  | dicembre 1947         | The Terrible Turkey (Paperino e il tacchino selvatico)                              | 10           | Paperino                             | Carl Barks                 | Carl Barks                           | W WDC 87-02   |
| 94  | 1948                  | In Darkest Africa (Paperino nell'Africa più nera)                                   | 22           | Paperino                             | Carl Barks                 | Carl Barks                           | W MOC 20-01   |
| 95  | gennaio 1948          | Wintertime Wager (Paperino lingualunga)                                             | 10           | Paperino                             | Carl Barks                 | Carl Barks                           | W WDC 88-02   |
| 96  | febbraio 1948         | Watching the Watchman (Paperino vigile)                                             | 10           | Paperino                             | Carl Barks                 | Carl Barks                           | W WDC 89-02   |
| 97  | marzo 1948            | Wired (Paperino e i telegrammi)                                                     | 10           | Paperino                             | Carl Barks                 | Carl Barks                           | W WDC 90-02   |
| 98  | aprile 1948           | Going Ape (Paperino e il ricevimento di Ferragosto)                                 | 10           | Paperino                             | Carl Barks                 | Carl Barks                           | W WDC 91-02   |
| 99  | maggio 1948           | Spoil the Rod (Paperino e la pedagogia)                                             | 10           | Paperino                             | Carl Barks                 | Carl Barks                           | W WDC 92-02   |
| 100 | giugno 1948           | Bird Watching (Paperino e l'ornitologia pesante)                                    | 1            | Paperino                             | Carl Barks                 | Carl Barks                           | W OS 189-01   |
| 101 | giugno 1948           | The Old Castle's Secret (Paperino e il segreto del vecchio castello)                | 32           | Paperino                             | Carl Barks                 | Carl Barks                           | W OS 189-02   |
| 102 | giugno 1948           | Horseshoe Luck (Paperino - Il conto torna!)                                         | 1            | Paperino                             | Carl Barks                 | Carl Barks                           | W OS 189-03   |
| 103 | giugno 1948           | Bean Taken (Paperino - Non si può sempre vincere!)                                  | 1            | Paperino                             | Carl Barks                 | Carl Barks                           | W OS 189-04   |
| 104 | giugno 1948           | Rocket Race to the Moon (Paperino nella luna)                                       | 10           | Paperino                             | Carl Barks                 | Carl Barks                           | W WDC 93-02   |
| 105 | luglio 1948           | Donald of the Coast Guard (Paperino guardacoste)                                    | 10           | Paperino                             | Carl Barks                 | Carl Barks                           | W WDC 94-02   |
| 106 | agosto 1948           | Gladstone Returns (Paperino milionario al verde)                                    | 10           | Paperino                             | Carl Barks                 | Carl Barks                           | W WDC 95-02   |
| 107 | settembre 1948        | Links Hijinks (Paperino campione di golf)                                           | 10           | Paperino                             | Carl Barks                 | Carl Barks                           | W WDC 96-02   |
| 108 | ottobre 1948          | Sorry to be Safe (Paperino - Mai troppo prudenti!)                                  | 1            | Paperino                             | Carl Barks                 | Carl Barks                           | W OS 199-01   |
| 109 | ottobre 1948          | Sheriff of Bullet Valley (Paperino sceriffo di Val Mitraglia)                       | 32           | Paperino                             | Carl Barks                 | Carl Barks                           | W OS 199-02   |
| 110 | ottobre 1948          | Best Laid Plans (Paperino - Non conviene esagerare!)                                | 1            | Paperino                             | Carl Barks                 | Carl Barks                           | W OS 199-03   |
| 111 | ottobre 1948          | The Genuine Article (Paperino E quale prova!)                                       | 1            | Paperino                             | Carl Barks                 | Carl Barks                           | W OS 199-04   |
| 112 | ottobre 1948          | Pearls of Wisdom (Paperino e le perle)                                              | 10           | Paperino                             | Carl Barks                 | Carl Barks                           | W WDC 97-02   |
| 113 | novembre 1948         | Foxy Relations (Paperino e la caccia alla volpe)                                    | 10           | Paperino                             | Carl Barks                 | Carl Barks                           | W WDC 98-02   |
| 114 | dicembre 1948         | Toyland (Paperino nel paese dei giocattoli)                                         | 8            | Paperino                             | Carl Barks                 | Carl Barks (rewrite)                 | W FGW 48-01   |
| 115 | dicembre 1948         | Jumping to Conclusions (Paperino Vacci piano!)                                      | 1            | Paperino                             | Carl Barks                 | Carl Barks                           | W OS 203-01   |
| 116 | dicembre 1948         | The Golden Christmas Tree (Paperino e l'albero di Natale d'oro)                     | 20           | Paperino                             | Carl Barks                 | Carl Barks                           | W OS 203-02   |
| 117 | dicembre 1948         | The True Test (Paperino chi la fa, l'aspetti)                                       | 1            | Paperino                             | Carl Barks                 | Carl Barks                           | W OS 203-04   |
| 118 | dicembre 1948         | Ornaments on the Way (Paperino - Come addobbare un albero di Natale)                | 1            | Paperino                             | Carl Barks                 | Carl Barks                           | W OS 203-05   |
| 119 | dicembre 1948         | The Crazy Quiz Show (Paperino enciclopedico)                                        | 10           | Paperino                             | Carl Barks                 | Carl Barks (rewrite)                 | W WDC 99-02   |
| 120 | 1949                  | Race to the South Seas (Paperino e l'isola misteriosa)                              | 22           | Paperino                             | Carl Barks                 | Carl Barks                           | W MOC 41-01   |
| 121 | gennaio 1949          | Truant Officer Donald (Paperino ispettore scolastico)                               | 10           | Paperino                             | Carl Barks                 | Carl Barks                           | W WDC 100-02  |
| 122 | febbraio 1949         | DD's Worst Nightmare (Paperino e gli incubi)                                        | 10           | Paperino                             | Carl Barks                 | Carl Barks                           | W WDC 101-02  |
| 123 | marzo 1949            | Pizen Spring Dude Ranch (Paperino e il ladro di cavalli)                            | 10           | Paperino                             | Carl Barks                 | Carl Barks (rewrite)                 | W WDC 102-02  |
| 124 | aprile 1949           | Too Fit to Fit (Paperino al ricevimento)                                            | 1            | Paperino                             | Carl Barks                 | Carl Barks                           | W OS 223-01   |
| 125 | aprile 1949           | Lost in the Andes! (Paperino e il mistero degli Incas)                              | 32           | Paperino                             | Carl Barks                 | Carl Barks                           | W OS 223-02   |
| 126 | aprile 1949           | Tunnel Vision (Paperino in “c'è un limite alla sopportazione”)                      | 1            | Paperino                             | Carl Barks                 | Carl Barks                           | W OS 223-03   |
| 127 | aprile 1949           | Sleepy Sitters (Paperino baby sitter)                                               | 1            | Paperino                             | Carl Barks                 | Carl Barks                           | W OS 223-04   |
| 128 | aprile 1949           | Rival Beachcombers (Paperino e il rubino)                                           | 10           | Paperino                             | Carl Barks                 | Carl Barks                           | W WDC 103-02  |
| 129 | maggio 1949           | The Sunken Yacht (L'eredità di Paperino)                                            | 10           | Paperino                             | Carl Barks                 | Carl Barks                           | W WDC 104-02  |
| 130 | giugno 1949           | Managing the Echo System (Paperino e l'eco magica)                                  | 10           | Paperino                             | Carl Barks                 | Carl Barks                           | W WDC 105-02  |
| 131 | luglio 1949           | Plenty of Pets (Paperino e maschera nera)                                           | 10           | Paperino                             | Carl Barks                 | Carl Barks                           | W WDC 106-02  |
| 132 | agosto 1949           | Slippery Shine (Paperino non esagerare!)                                            | 1            | Paperino                             | Carl Barks                 | (?)                                  | W OS 238-01   |
| 133 | agosto 1949           | Voodoo Hoodoo (Paperino e il feticcio)                                              | 32           | Paperino                             | Carl Barks                 | Carl Barks                           | W OS 238-02   |
| 134 | agosto 1949           | Fractious Fun (Paperino - Che previdenza!)                                          | 1            | Paperino                             | Carl Barks                 | (?)                                  | W OS 238-03   |
| 135 | agosto 1949           | King-Size Cone (Paperino - Un cono gelato?)                                         | 1            | Paperino                             | Carl Barks                 | (?)                                  | W OS 238-04   |
| 136 | agosto 1949           | Super Snooper (Paperino e il superdinamo)                                           | 10           | Paperino                             | Carl Barks                 | Carl Barks                           | W WDC 107-02  |
| 137 | settembre 1949        | The Great Duckburg Frog-Jumping Contest (Paperino e le rane)                        | 10           | Paperino                             | Carl Barks                 | Carl Barks                           | W WDC 108-02  |
| 138 | ottobre 1949          | Dowsing Ducks (Paperino rabdomante)                                                 | 10           | Paperino                             | Carl Barks                 | Carl Barks                           | W WDC 109-02  |
| 139 | novembre 1949         | Letter to Santa (Paperino e la scavatrice)                                          | 24           | Paperino                             | Carl Barks                 | Carl Barks                           | W CP 1-01     |
| 140 | novembre 1949         | No Noise is Good Noise (Paperino legge sotto la neve)                               | 1            | Paperino                             | Carl Barks                 | Carl Barks                           | W CP 1-13     |
| 141 | novembre 1949         | The Goldilocks Gambit (Paperino e gli orsi)                                         | 10           | Paperino                             | Carl Barks                 | Carl Barks                           | W WDC 110-02  |
| 142 | dicembre 1949         | New Toys (Paperino e i giocattoli)                                                  | 8            | Paperino                             | Carl Barks                 | Carl Barks                           | W FGW 49-01   |
| 143 | dicembre 1949         | Toasty Toys (Paperino e la ripicca)                                                 | 1            | Paperino                             | Carl Barks                 | (?)                                  | W OS 256-01   |
| 144 | dicembre 1949         | Luck of the North (Paperino e il tesoro dei vichinghi)                              | 32           | Paperino                             | Carl Barks                 | Carl Barks                           | W OS 256-02   |
| 145 | dicembre 1949         | No Place to Hide (Paperino - Non ne va bene una!)                                   | 1            | Paperino                             | Carl Barks                 | (?)                                  | W OS 256-03   |
| 146 | dicembre 1949         | Tied-Down Tools (Paperino e poi… delusione!)                                        | 1            | Paperino                             | Carl Barks                 | (?)                                  | W OS 256-04   |
| 147 | dicembre 1949         | Donald's Love Letters (Paperino e le lettere galanti)                               | 10           | Paperino                             | Carl Barks                 | Carl Barks                           | W WDC 111-02  |
| 148 | gennaio 1950          | Rip Van Donald (Paperino e la cimice Tuf Tuf)                                       | 10           | Paperino                             | Carl Barks                 | Carl Barks                           | W WDC 112-02  |
| 149 | febbraio 1950         | Noise Nullifier (Paperino in "Silenzio!")                                           | 1            | Paperino                             | Carl Barks                 | (?)                                  | W OS 263-01   |
| 150 | febbraio 1950         | Land of the Totem Poles (Paperino nel paese dei totem)                              | 24           | Paperino                             | Carl Barks                 | Carl Barks                           | W OS 263-02   |
| 151 | febbraio 1950         | Trail of the Unicorn (Paperino e il sentiero dell'unicorno)                         | 24           | Paperino                             | Carl Barks                 | Carl Barks                           | W OS 263-03   |
| 152 | febbraio 1950         | Matinee Madness (Paperino portiere di teatro)                                       | 1            | Paperino                             | Carl Barks                 | (?)                                  | W OS 263-04   |
| 153 | febbraio 1950         | A Fetching Price (Paperino e un cane da riporto)                                    | 1            | Paperino                             | Carl Barks                 | (?)                                  | W OS 263-05   |
| 154 | marzo 1950            | Serum to Codfish Cove (Paperino sciatore)                                           | 10           | Paperino                             | Carl Barks                 | Carl Barks                           | W WDC 114-02  |
| 155 | maggio 1950           | In Ancient Persia (Paperino e la sposa persiana)                                    | 24           | Paperino                             | Carl Barks                 | Carl Barks                           | W OS 275-02   |
| 156 | giugno 1950           | Wild About Flowers (Paperino e la margherita)                                       | 10           | Paperino                             | Carl Barks                 | Carl Barks                           | W WDC 117-02  |
| 157 | luglio 1950           | The Pixilated Parrot (Paperino e il pappagallo contante)                            | 22           | Paperino                             | Carl Barks                 | Carl Barks                           | W OS 282-02   |
| 158 | luglio 1950           | Vacation Time (Paperino in vacanza)                                                 | 33           | Paperino                             | Carl Barks                 | Carl Barks                           | W VP 1-01     |
| 159 | luglio 1950           | Camp Counselor (Paperino consulente di campeggio)                                   | 8            | Paperino                             | Carl Barks                 | (?)                                  | W VP 1-08     |
| 160 | luglio 1950           | Donald's Grandma Duck (I tre Paperini e Nonna Papera)                               | 14           | Nonna Papera                         | Carl Barks                 | (?)                                  | W VP 1-09     |
| 161 | settembre 1950        | The Magic Hourglass (Paperino e la clessidra magica)                                | 28           | Paperino                             | Carl Barks                 | Carl Barks                           | W OS 291-02   |
| 162 | novembre 1950         | You Can't Guess (Paperino e i doni inattesi)                                        | 25           | Paperino                             | Carl Barks                 | Carl Barks                           | W CP 2-01     |
| 163 | novembre 1950         | Big-Top Bedlam (Paperino re del circo)                                              | 28           | Paperino                             | Carl Barks                 | Carl Barks                           | W OS 300-02   |
| 164 | gennaio 1951          | Dangerous Disguise (Paperino e le spie atomiche)                                    | 28           | Paperino                             | Carl Barks                 | Carl Barks                           | W OS 308-02   |
| 165 | gennaio 1951          | Billions to Sneeze At (Paperino esattore)                                           | 10           | Paperino                             | Carl Barks                 | Carl Barks                           | W WDC 124-02  |
| 166 | febbraio 1951         | Operation St. Bernard (Paperino e l'E.S.S.B.)                                       | 10           | Paperino                             | Carl Barks                 | Carl Barks                           | W WDC 125-02  |
| 167 | marzo 1951            | No Such Varmint (Paperino e il serpente di mare)                                    | 28           | Paperino                             | Carl Barks                 | Carl Barks                           | W OS 318-02   |
| 168 | marzo 1951            | A Financial Fable (Paperino e la pioggia d'oro)                                     | 10           | Paperino                             | Carl Barks                 | Carl Barks                           | W WDC 126-02  |
| 169 | aprile 1951           | The April Foolers (Paperino e il pesce d'aprile)                                    | 10           | Paperino                             | Carl Barks                 | Carl Barks                           | W WDC 127-02  |
| 170 | maggio 1951           | In Old California! (Paperino nel tempo che fu)                                      | 28           | Paperino                             | Carl Barks                 | Carl Barks                           | W OS 328-02   |
| 171 | maggio 1951           | Knightly Rivals (Paperino e la cavalleria)                                          | 10           | Paperino                             | Carl Barks                 | Carl Barks                           | W WDC 128-02  |
| 172 | giugno 1951           | Pool Sharks (Paperino e la piscina)                                                 | 10           | Paperino                             | Carl Barks                 | Carl Barks                           | W WDC 129-02  |
| 173 | luglio 1951           | The Trouble With Dimes (Paperino e il pezzo da venti)                               | 10           | Paperino                             | Carl Barks                 | Carl Barks                           | W WDC 130-02  |
| 174 | agosto 1951           | Gladstone's Luck (Paperino e il fortunato sfortunato)                               | 10           | Paperino                             | Carl Barks                 | Carl Barks                           | W WDC 131-02  |
| 175 | settembre 1951        | Ten-Star Generals (Paperino superesploratore)                                       | 10           | Paperino                             | Carl Barks                 | Carl Barks                           | W WDC 132-02  |
| 176 | settembre 1951        | Attic Antics (Nonna Papera e l'aspirapolvere)                                       | 10           | Nonna Papera                         | Carl Barks                 | (?)                                  | W WDC 132-04  |
| 177 | ottobre 1951          | The Truant Nephews (Paperino e il nuovo anno)                                       | 10           | Paperino                             | Carl Barks                 | Carl Barks                           | W WDC 133-02  |
| 178 | novembre 1951         | Talking Parrot (Paperino e il pappagallo)                                           | 1            | Paperino                             | Frank McSavage             | Carl Barks (?)                       | W OS 356-05   |
| 179 | novembre 1951         | Terror of the Beagle Boys (Paperino e la banda dei segugi)                          | 10           | Paperino                             | Carl Barks                 | Carl Barks                           | W WDC 134-02  |
| 180 | dicembre 1951         | The Big Bin on Killmotor Hill (Paperino e la ghiacciata dei dollari)                | 10           | Paperino                             | Carl Barks                 | Carl Barks                           | W WDC 135-02  |
| 181 | gennaio 1952          | Treeing Off Paperino e gli ornamenti dell'albero di Natale                          | 1            | Paperino                             | Carl Barks                 | (?)                                  | W OS 367-01   |
| 182 | gennaio 1952          | Projecting Desires (Paperino e la lista dei regali)                                 | 1            | Paperino                             | Carl Barks                 | (?)                                  | W OS 367-04   |
| 183 | gennaio 1952          | A Christmas for Shacktown (Paperino e il ventino fatale)                            | 32           | Paperino                             | Carl Barks                 | Carl Barks                           | W OS 367-02   |
| 184 | gennaio 1952          | Gladstone's Usual Very Good Year (Paperino e il tacchino in lotteria)               | 10           | Paperino                             | Carl Barks                 | Carl Barks                           | W WDC 136-02  |
| 185 | gennaio 1952          | Christmas Kiss (Paperino e il vischio di Natale)                                    | 1            | Paperino                             | Carl Barks                 | (?)                                  | W OS 367-03   |
| 186 | febbraio 1952         | The Screaming Cowboy (Paperino e l'eremita)                                         | 10           | Paperino                             | Carl Barks                 | Carl Barks                           | W WDC 137-02  |
| 187 | marzo 1952            | Osogood Silver polish (Un prodotto straordinario)                                   | 1            | Zio Paperone                         | Carl Barks                 | Carl Barks                           | W OS 386-01   |
| 188 | marzo 1952            | Soupline Eight (Un investimento oculato)                                            | 1            | Zio Paperone                         | Carl Barks                 | Carl Barks                           | W OS 386-04   |
| 189 | marzo 1952            | Statuesque Spendthrifts (Paperino e il maragià del Verdestan)                       | 10           | Paperino                             | Carl Barks                 | Carl Barks                           | W WDC 138-02  |
| 190 | marzo 1952            | Only a Poor Old Man (Zio Paperone e la disfida dei dollari)                         | 32           | Zio Paperone                         | Carl Barks                 | Carl Barks                           | W OS 386-02   |
| 191 | marzo 1952            | Coffee for Two (Zio Paperone - Offerte speciali)                                    | 1            | Zio Paperone                         | Carl Barks                 | Carl Barks                           | W OS 386-03   |
| 192 | aprile 1952           | Rocket Wing Saves the Day (Paperino e il messaggero controverso)                    | 10           | Paperino                             | Carl Barks                 | Carl Barks                           | W WDC 139-02  |
| 193 | maggio 1952           | Gladstone's Terrible Secret (Paperino e l'amuleto del cugino Gastone)               | 10           | Paperino                             | Carl Barks                 | Carl Barks                           | W WDC 140-02  |
| 194 | giugno 1952           | The Think Box Bollix (Paperino e le scatole pensanti)                               | 10           | Paperino                             | Carl Barks                 | Carl Barks                           | W WDC 141-02  |
| 195 | luglio 1952           | Full-Service Windows (Paperino lucida le finestre)                                  | 1            | Paperino                             | Carl Barks                 | (?)                                  | W OS 408-01   |
| 196 | luglio 1952           | Houseboat Holiday (Paperino e le vacanze in pace)                                   | 10           | Paperino                             | Carl Barks                 | Carl Barks                           | W WDC 142-02  |
| 197 | luglio 1952           | Awash in Success (I nipoti di Paperino)                                             | 1            | Qui, Quo e Qua                       | Carl Barks                 | (?)                                  | W OS 408-04   |
| 198 | luglio 1952           | The Golden Helmet (Paperino e il cimiero vichingo)                                  | 32           | Paperino                             | Carl Barks                 | Carl Barks                           | W OS 408-02   |
| 199 | luglio 1952           | Rigged-Up Roller (Paperino e il rimedio in corner)                                  | 1            | Paperino                             | Carl Barks                 | (?)                                  | W OS 408-03   |
| 200 | agosto 1952           | Gemstone Hunters (Paperino e le gemme preziose)                                     | 10           | Paperino                             | Carl Barks                 | Carl Barks                           | W WDC 143-01  |
| 201 | settembre 1952        | Crafty Corner (Paperino e l'estremo rimedio)                                        | 1            | Paperino                             | Carl Barks                 | Carl Barks                           | W OS 422-04   |
| 202 | settembre 1952        | The Gilded Man (Paperino contro l'uomo d’oro)                                       | 32           | Paperino                             | Carl Barks                 | Carl Barks                           | W OS 422-02   |
| 203 | settembre 1952        | Spending Money (Paperino scialacquatore di concetto)                                | 10           | Paperino                             | Carl Barks                 | Carl Barks                           | W WDC 144-01  |
| 204 | settembre 1952        | Armored Rescue (Paperino e le precauzioni)                                          | 1            | Paperino                             | Carl Barks                 | Carl Barks                           | W OS 422-03   |
| 205 | settembre 1952        | Stable Prices (Paperino in attenti allo sconto)                                     | 1            | Paperino                             | Carl Barks                 | Carl Barks                           | W OS 422-01   |
| 206 | ottobre 1952          | The Hypno-Gun (Paperino e la pistola ipnotizzante)                                  | 10           | Paperino                             | Carl Barks                 | Carl Barks                           | W WDC 145-01  |
| 207 | novembre 1952         | A Prank Above (Paperino e lo scherzo di Halloween)                                  | 1            | Paperino                             | Carl Barks                 | Carl Barks                           | W DD 26-01    |
| 208 | novembre 1952         | Omelet (Paperino allevatore di polli)                                               | 10           | Paperino                             | Carl Barks                 | Carl Barks                           | W WDC 146-01  |
| 209 | novembre 1952         | Frightful Face (Paperino e le maschere di Halloween)                                | 1            | Paperino                             | Carl Barks                 | Carl Barks                           | W DD 26-04    |
| 210 | novembre 1952         | Trick or Treat (Paperino e le forze occulte)                                        | 23           | Paperino                             | Carl Barks                 | Carl Barks                           | W DD 26-02    |
| 211 | novembre 1952         | Hobblin' Goblins (Qui Quo Qua e l'amuleto elettronico)                              | 9            | Paperino                             | Carl Barks                 | Carl Barks                           | W DD 26-03    |
| 212 | dicembre 1952         | A Charitable Chore (Paperino e il pranzo dei poveri)                                | 10           | Paperino                             | Carl Barks                 | Carl Barks                           | W WDC 147-01  |
| 213 | gennaio 1953          | Turkey with All the Schemings (Paperino e il cenone di Natale)                      | 10           | Paperino                             | Carl Barks                 | Carl Barks                           | W WDC 148-01  |
| 214 | febbraio 1953         | Flip Decision ("Paperino e la filosofia flippista")                                 | 10           | Paperino                             | Carl Barks                 | Carl Barks                           | W WDC 149-01  |
| 215 | marzo 1953            | Fare Delay (Zio Paperone...al semaforo rosso)                                       | 1            | Zio Paperone                         | Carl Barks                 | Carl Barks                           | W OS 456-01   |
| 216 | marzo 1953            | The Money Ladder (Zio Paperone - Una scala... economica)                            | 1            | Zio Paperone                         | Carl Barks                 | Carl Barks                           | W OS 456-04   |
| 217 | marzo 1953            | Back to the Klondike (Zio Paperone e la Stella del Polo)                            | 27           | Zio Paperone                         | Carl Barks                 | Carl Barks                           | W OS 456-02   |
| 218 | marzo 1953            | The Checker Game (Zio Paperone - Bisogna saper perdere)                             | 1            | Zio Paperone                         | Carl Barks                 | Carl Barks                           | W OS 456-05   |
| 219 | marzo 1953            | Somethin' Fishy Here (Zio Paperone e il pesce (d'oro) d'aprile)                     | 5            | Zio Paperone                         | Carl Barks                 | Carl Barks                           | W OS 456-03   |
| 220 | marzo 1953            | My Lucky Valentine (Paperino postelegrafonico)                                      | 10           | Paperino                             | Carl Barks                 | Carl Barks                           | W WDC 150-01  |
| 221 | aprile 1953           | The Easter Election (Paperino gran maresciallo)                                     | 10           | Paperino                             | Carl Barks                 | Carl Barks                           | W WDC 151-01  |
| 222 | maggio 1953           | The Talking Dog (Paperino alla televisione)                                         | 10           | Paperino                             | Carl Barks                 | Carl Barks                           | W WDC 152-01  |
| 223 | giugno 1953           | Worm Weary (Paperino e l'esca diabolica)                                            | 10           | Paperino                             | Carl Barks                 | Carl Barks                           | W WDC 153-01  |
| 224 | luglio 1953           | Much Ado About Quackly Hall (Paperino e la fabbrica del vento)                      | 10           | Paperino                             | Carl Barks                 | Carl Barks                           | W WDC 154-01  |
| 225 | agosto 1953           | Some Heir Over the Rainbow (Paperino e l'arcobaleno)                                | 10           | Paperino                             | Carl Barks                 | Carl Barks                           | W WDC 155-01  |
| 226 | settembre 1953        | The Round Money Bin (Zio Paperone e la Banda Bassotti)                              | 10           | Zio Paperone                         | Carl Barks                 | Carl Barks                           | W OS 495-03   |
| 227 | settembre 1953        | Barber College (Zio Paperone - Due basette molto care)                              | 1            | Zio Paperone                         | Carl Barks                 | Carl Barks                           | W OS 495-01   |
| 228 | settembre 1953        | The Master Rainmaker (Paperino semina vento e raccoglie tempesta)                   | 10           | Paperino                             | Carl Barks                 | Carl Barks                           | W WDC 156-01  |
| 229 | settembre 1953        | Follow the Rainbow (Zio Paperone - Dove finisce l'arcobaleno)                       | 1            | Zio Paperone                         | Carl Barks                 | (?)                                  | W OS 495-04   |
| 230 | settembre 1953        | The Horseradish Story (Zio Paperone e la cassa di rafano)                           | 22           | Zio Paperone                         | Carl Barks                 | Carl Barks                           | W OS 495-02   |
| 231 | settembre 1953        | Itching to Share (Zio Paperone - Dar da mangiare...)                                | 1            | Zio Paperone                         | Carl Barks                 | (?)                                  | W OS 495-05   |
| 232 | ottobre 1953          | The Money Stairs (Paperino e la scala d'oro)                                        | 10           | Paperino                             | Carl Barks                 | Carl Barks                           | W WDC 157-01  |
| 233 | novembre 1953         | Bee Bumbles (Paperino e le api scolastiche)                                         | 10           | Paperino                             | Carl Barks                 | Carl Barks                           | W WDC 158-01  |
| 234 | dicembre 1953         | Bum Steer (Zio Paperone - Un cuore d'oro)                                           | 1            | Zio Paperone                         | Carl Barks                 | Carl Barks                           | W US 4-04     |
| 235 | dicembre 1953         | The Menehune Mystery (Zio Paperone nell'isola dei Menehunes)                        | 32           | Zio Paperone                         | Carl Barks                 | Carl Barks                           | W US 4-02     |
| 236 | dicembre 1953         | Wispy Willie (Paperino e i fuochi fatui)                                            | 10           | Paperino                             | Carl Barks                 | Carl Barks                           | W WDC 159-01  |
| 237 | dicembre 1953         | The Cheapest Weigh (Zio Paperone - Il peso... del denaro)                           | 1            | Zio Paperone                         | Carl Barks                 | Carl Barks                           | W US 4-03     |
| 238 | dicembre 1953         | Ballet Evasions (Zio Paperone - Il balletto, che passione!)                         | 1            | Zio Paperone                         | Carl Barks                 | Carl Barks                           | W US 4-01     |
| 239 | gennaio 1954          | The Hammy Camel (Paperino e il cammello natalizio)                                  | 10           | Paperino                             | Carl Barks                 | Carl Barks                           | W WDC 160-01  |
| 240 | febbraio 1954         | Fix-up Mix-up Paperino e l'aspirapolvere)                                           | 10           | Paperino                             | Carl Barks                 | Carl Barks                           | W WDC 161-01  |
| 241 | marzo 1954            | Hospitality Week (Zio Paperone - L'ospite giusto)                                   | 1            | Zio Paperone                         | Carl Barks                 | Carl Barks                           | W US 5-01     |
| 242 | marzo 1954            | Slippery Sipper (Zio Paperone - Una bibita per tutti?)                              | 1            | Zio Paperone                         | Carl Barks                 | Carl Barks                           | W US 5-04     |
| 243 | marzo 1954            | Turkey Trot at One Whistle (Paperino e i tacchini famelici)                         | 10           | Paperino                             | Carl Barks                 | Carl Barks                           | W WDC 162-01  |
| 244 | marzo 1954            | The Secret of Atlantis (Zio Paperone pesca lo skirillione)                          | 32           | Zio Paperone                         | Carl Barks                 | Carl Barks                           | W US 5-02     |
| 245 | marzo 1954            | McDuck Takes a Dive (Zio Paperone - ... ma per un decino...)                        | 1            | Zio Paperone                         | Carl Barks                 | Carl Barks                           | W US 5-03     |
| 246 | aprile 1954           | Raffle Reversal (Paperino e la lotteria benefica)                                   | 10           | Paperino                             | Carl Barks                 | Carl Barks                           | W WDC 163-01  |
| 247 | maggio 1954           | Flour Follies (Paperino e la farina miracolosa)                                     | 10           | Paperino                             | Carl Barks                 | Carl Barks                           | W WDC 164-01  |
| 248 | giugno 1954           | Tralla La (Zio Paperone e la dollarallergia)                                        | 22           | Zio Paperone                         | Carl Barks                 | Carl Barks                           | W US 6-02     |
| 249 | giugno 1954           | Mental Fee (Zio Paperone - Il pensiero... paga)                                     | 1            | Zio Paperone                         | Carl Barks                 | Carl Barks                           | W US 6-05     |
| 250 | giugno 1954           | Outfoxed Fox (Zio Paperone e il tesoro del vecchio Volpe)                           | 10           | Zio Paperone                         | Carl Barks                 | Carl Barks                           | W US 6-03     |
| 251 | giugno 1954           | The Price of Fame (Paperino e il fischiofono)                                       | 10           | Paperino                             | Carl Barks                 | Carl Barks                           | W WDC 165-01  |
| 252 | giugno 1954           | Oil the News (Zio Paperone - Non basta l'oro nero!)                                 | 1            | Zio Paperone                         | Carl Barks                 | Carl Barks                           | W US 6-01     |
| 253 | giugno 1954           | Dig it! (Zio Paperone - Perseveranza premiata)                                      | 1            | Zio Paperone                         | Carl Barks                 | (?)                                  | W US 6-04     |
| 254 | luglio 1954           | Midgets Madness (Paperino campione del volante)                                     | 10           | Paperino                             | Carl Barks                 | Carl Barks                           | W WDC 166-01  |
| 255 | agosto 1954           | Salmon Derby (Paperino e il derby del salmone)                                      | 10           | Paperino                             | Carl Barks                 | Carl Barks                           | W WDC 167-01  |
| 256 | settembre 1954        | The Seven Cities of Cibola (Zio Paperone e le sette città di Cibola)                | 28           | Zio Paperone                         | Carl Barks                 | Carl Barks                           | W US 7-02     |
| 257 | settembre 1954        | Diner Dilemma (Zio Paperone vuole un caffè)                                         | 1            | Zio Paperone                         | Carl Barks                 | Carl Barks                           | W US 7-05     |
| 258 | settembre 1954        | Billion Dollar Pigeon (Zio Paperone e il piccione viaggiatore)                      | 4            | Zio Paperone                         | Carl Barks                 | Carl Barks                           | W US 7-03     |
| 259 | settembre 1954        | Temper Tampering (Gli umori di Zio Paperone)                                        | 1            | Zio Paperone                         | Carl Barks                 | Carl Barks                           | W US 7-01     |
| 260 | settembre 1954        | Cheltenham's Choice (Paperino e il ladro di chiavi)                                 | 10           | Paperino                             | Carl Barks                 | Carl Barks                           | W WDC 168-01  |
| 261 | settembre 1954        | Wrong Number (Zio Paperone al telefono)                                             | 1            | Zio Paperone                         | Carl Barks                 | (?)                                  | W US 7-04     |
| 262 | ottobre 1954          | Travelling Truants (Paperino geografo insuperabile)                                 | 10           | Paperino                             | Carl Barks                 | Carl Barks                           | W WDC 169-03  |
| 263 | novembre 1954         | Donald Duck Tells About Kites (Paperino spiega gli aquiloni)                        | 8            | Paperino                             | Carl Barks                 | (?)                                  | W KGA 3-01    |
| 264 | novembre 1954         | Rants About Ants (Paperino e le formiche)                                           | 10           | Paperino                             | Carl Barks                 | Carl Barks                           | W WDC 170-03  |
| 265 | novembre 1954         | Donald Duck Tells About Kites (Paperino spiega gli aquiloni) (remake)               | 8            | Paperino                             | Carl Barks                 | (?)                                  | W KGA 2-01    |
| 266 | dicembre 1954         | A Campaign of Note (Zio Paperone e una vittoria a suon di dollari)                  | 4            | Zio Paperone                         | Carl Barks                 | Carl Barks                           | W US 8-03     |
| 267 | dicembre 1954         | Too Safe Safe (Paperino e l'impervi-cera)                                           | 10           | Paperino                             | Carl Barks                 | Carl Barks                           | W WDC 171-03  |
| 268 | dicembre 1954         | Cash on the Brain (Zio Paperone e l'esattrice)                                      | 1            | Zio Paperone                         | Carl Barks                 | Carl Barks                           | W US 8-01     |
| 269 | dicembre 1954         | Classy Taxi! (Zio Paperone - Per qualche soldo in più)                              | 1            | Zio Paperone                         | Carl Barks                 | Carl Barks                           | W US 8-04     |
| 270 | dicembre 1954         | The Mysterious Stone Ray (Paperino e l'isola del cavolo)                            | 28           | Zio Paperone                         | Carl Barks                 | Carl Barks                           | W US 8-02     |
| 271 | dicembre 1954         | Blanket Investment (Zio Paperone unisce l'utile al dilettevole)                     | 1            | Zio Paperone                         | Carl Barks                 | Carl Barks                           | W US 8-05     |
| 272 | gennaio 1955          | Search for the Cuspidora (Paperino e il Natale sottomarino)                         | 10           | Paperino                             | Carl Barks                 | Carl Barks                           | W WDC 172-01  |
| 273 | febbraio 1955         | New Year's Revolutions (Paperino e i buoni propositi)                               | 10           | Paperino                             | Carl Barks                 | Carl Barks                           | W WDC 173-02  |
| 274 | marzo 1955            | The Lemming with the Locket (Zio Paperone e il ratto del ratto)                     | 22           | Zio Paperone                         | Carl Barks                 | Carl Barks                           | W US 9-02     |
| 275 | marzo 1955            | Cast of Thousands (Zio Paperone - Pesca a doppio...fine)                            | 1            | Zio Paperone                         | Carl Barks                 | Carl Barks                           | W US 9-05     |
| 276 | marzo 1955            | The Tuckered Tiger (Zio Paperone e la tigre stanca)                                 | 9            | Zio Paperone                         | Carl Barks                 | Carl Barks                           | W US 9-03     |
| 277 | marzo 1955            | Iceboat to Beaver Island (Paperino postino polare)                                  | 10           | Paperino                             | Carl Barks                 | Carl Barks                           | W WDC 174-02  |
| 278 | marzo 1955            | Easy Mowing (Zio Paperone - Una falciatrice economica)                              | 1            | Zio Paperone                         | Carl Barks                 | Carl Barks                           | W US 9-01     |
| 279 | marzo 1955            | Ski Lift Letdown (Zio Paperone e la seggiovia)                                      | 1            | Zio Paperone                         | Carl Barks                 | Carl Barks                           | W US 9-04     |
| 280 | aprile 1955           | The Daffy Taffy Pull (Paperino e lo zucchero filato)                                | 10           | Paperino                             | Carl Barks                 | Carl Barks                           | W WDC 175-01  |
| 281 | maggio 1955           | The Ghost Sheriff of Last Gasp (Paperino e il fantasma con il singhiozzo)           | 10           | Paperino                             | Carl Barks                 | Carl Barks                           | W WDC 176-02  |
| 282 | giugno 1955           | Heirloom Watch (Zio Paperone e l'orologio dell'eclisse)                             | 8            | Zio Paperone                         | Carl Barks                 | Carl Barks                           | W US 10-03    |
| 283 | giugno 1955           | Deep Decision (Zio Paperone - Una tazza un po'...speciale)                          | 1            | Zio Paperone                         | Carl Barks                 | Carl Barks                           | W US 10-01    |
| 284 | giugno 1955           | Smash Success (Zio Paperone - Sempre nel posto giusto)                              | 1            | Zio Paperone                         | Carl Barks                 | Carl Barks                           | W US 10-04    |
| 285 | giugno 1955           | The Fabulous Philosopher's Stone (Zio Paperone e la favolosa pietra filosofale)     | 24           | Zio Paperone                         | Carl Barks                 | Carl Barks                           | W US 10-02    |
| 286 | giugno 1955           | A Descent Interval (Paperino re degli abissi)                                       | 10           | Paperino                             | Carl Barks                 | Carl Barks                           | W WDC 177-01  |
| 287 | luglio 1955           | Donald's Raucous Role (Paperino e la lotta dei rumori)                              | 10           | Paperino                             | Carl Barks                 | Carl Barks                           | W WDC 178-02  |
| 288 | agosto 1955           | Good Canoes and Bad Canoes (Paperino e la gara in canoa)                            | 10           | Paperino                             | Carl Barks                 | Carl Barks                           | W WDC 179-02  |
| 289 | settembre 1955        | The Great Steamboat Race (Zio Paperone e la Regina del Cotone)                      | 16           | Zio Paperone                         | Carl Barks                 | Carl Barks                           | W US 11-01    |
| 290 | settembre 1955        | Trouble Indemnity (Paperino e le assicurazioni)                                     | 10           | Paperino                             | Carl Barks                 | Carl Barks                           | W WDC 180-01  |
| 291 | settembre 1955        | Roundabout Handout (Zio Paperone e lo scoiattolo)                                   | <1           | Zio Paperone                         | Carl Barks                 | Carl Barks                           | W US 11-04    |
| 292 | settembre 1955        | Riches, Riches, Everywhere! (Zio Paperone e il denaro a palate)                     | 16           | Zio Paperone                         | Carl Barks                 | Carl Barks                           | W US 11-02    |
| 293 | settembre 1955        | Come as You are (Zio Paperone - Al party, come sei)                                 | 1            | Zio Paperone                         | Carl Barks                 | Carl Barks                           | W US 11-03    |
| 294 | ottobre 1955          | The Chickadee Challenge (Paperino e la gara del ponte)                              | 10           | Paperino                             | Carl Barks                 | Carl Barks                           | W WDC 181-01  |
| 295 | novembre 1955         | The Unorthodox Ox (Paperino e il toro daltonico)                                    | 10           | Paperino                             | Carl Barks                 | Carl Barks                           | W WDC 182-01  |
| 296 | dicembre 1955         | The Golden Fleecing (Zio Paperone e il vello d'oro)                                 | 31           | Zio Paperone                         | Carl Barks                 | Carl Barks                           | W US 12-02    |
| 297 | dicembre 1955         | The Custard Gun (Paperino e il fucile a bignè)                                      | 10           | Paperino                             | Carl Barks                 | Carl Barks                           | W WDC 183-01  |
| 298 | dicembre 1955         | Doughnut Dare (Zio Paperone - La ciambella al caffè)                                | 1            | Zio Paperone                         | Carl Barks                 | Carl Barks                           | W US 12-03    |
| 299 | dicembre 1955         | Watt an Occasion (Zio Paperone - Le candele di compleanno)                          | 1            | Zio Paperone                         | Carl Barks                 | Carl Barks                           | W US 12-01    |
| 300 | dicembre 1955         | A Sweat Deal (Zio Paperone - Da Mike costa meno!)                                   | 1            | Zio Paperone                         | Carl Barks                 | Carl Barks                           | W US 12-04    |
| 301 | gennaio 1956          | Remember This (Paperino distribuisce giornali)                                      | 1            | Paperino                             | Carl Barks                 | Carl Barks                           | W DD 45-08    |
| 302 | gennaio 1956          | Courtside Heating (Paperino e l'elettricità)                                        | 1            | Paperino                             | Carl Barks                 | Carl Barks                           | W DD 45-01    |
| 303 | gennaio 1956          | Power Plowing                                                                       | <1           | Paperino                             | Carl Barks                 | Carl Barks                           | W DD 45-09    |
| 304 | gennaio 1956          | Three Un-Ducks (Paperino e la congiura dei sozzi)                                   | 10           | Paperino                             | Carl Barks                 | Carl Barks                           | W WDC 184-01  |
| 305 | gennaio 1956          | Dogcatcher Duck (Paperino e le giubbe rosse)                                        | 6            | Paperino                             | Carl Barks                 | Carl Barks                           | W DD 45-06    |
| 306 | febbraio 1956         | Secret Resolutions (Paperino e i proponimenti segreti)                              | 10           | Paperino                             | Carl Barks                 | Carl Barks                           | W WDC 185-02  |
| 307 | marzo 1956            | Secret of Hondorica (Paperino e il segreto di Hondorica)                            | 24           | Paperino                             | Carl Barks                 | Carl Barks                           | W DD 46-02    |
| 308 | marzo 1956            | Trapped Lightning (Archimede Pitagorico fabbricante di pioggia)                     | 4            | Archimede Pitagorico                 | Carl Barks                 | Carl Barks                           | W US 13-04    |
| 309 | marzo 1956            | The Ice Taxis (Paperino e il taxighiaccio)                                          | 10           | Paperino                             | Carl Barks                 | Carl Barks                           | W WDC 186-02  |
| 310 | marzo 1956            | The Art of Security (Zio Paperone - Una guardia per dormire)                        | 1            | Zio Paperone                         | Carl Barks                 | Carl Barks                           | W US 13-01    |
| 311 | marzo 1956            | Fashion Forecast (Zio Paperone - Dignità di papero)                                 | 1            | Zio Paperone                         | Carl Barks                 | Carl Barks                           | W US 13-05    |
| 312 | marzo 1956            | Land Beneath the Ground! (Paperino e i terremotari)                                 | 27           | Zio Paperone                         | Carl Barks                 | Carl Barks                           | W US 13-02    |
| 313 | marzo 1956            | senza titolo (Zio Paperone - Onomatopea...al risparmio)                             | <1           | Zio Paperone                         | Carl Barks                 | Carl Barks                           | W US 13-06    |
| 314 | aprile 1956           | Searching for a Successor (Paperino via col vento)                                  | 10           | Paperino                             | Carl Barks                 | Carl Barks                           | W WDC 187-01  |
| 315 | maggio 1956           | The Olympic Hopeful (Paperino e le prove olimpiche)                                 | 10           | Paperino                             | Carl Barks                 | Carl Barks                           | W WDC 188-01  |
| 316 | giugno 1956           | Faulty Fortune (Zio Paperone e la marmotta petrolifera)                             | 7            | Zio Paperone                         | Carl Barks                 | Carl Barks                           | W US 14-05    |
| 317 | giugno 1956           | The Lost Crown of Genghis Khan (Zio Paperone e la corona perduta di Gengis Khan)    | 19           | Zio Paperone                         | Carl Barks                 | Carl Barks                           | W US 14-02    |
| 318 | giugno 1956           | Gopher Goof-Ups (Paperino e il problema forestale)                                  | 10           | Paperino                             | Carl Barks                 | Carl Barks                           | W WDC 189-01  |
| 319 | giugno 1956           | Gold Rush (Zio Paperone - Grazie a una vecchia pepita)                              | 1            | Zio Paperone                         | Carl Barks                 | Carl Barks                           | W US 14-06    |
| 320 | giugno 1956           | Inventor of Anything (Archimede Pitagorico e il muro illegale)                      | 4            | Archimede Pitagorico                 | Carl Barks                 | Carl Barks                           | W US 14-03    |
| 321 | giugno 1956           | Fireflies are Free (Zio Paperone - Naturale ed economica)                           | <1           | Zio Paperone                         | Carl Barks                 | Carl Barks                           | W US 14-07    |
| 322 | giugno 1956           | Luncheon Lament (Zio Paperone - Indigestione di riflesso)                           | 1            | Zio Paperone                         | Carl Barks                 | Carl Barks                           | W US 14-01    |
| 323 | luglio 1956           | In the Swim (Paperino e il bicisommergibile)                                        | 10           | Paperino                             | Carl Barks                 | Carl Barks                           | W WDC 190-01  |
| 324 | agosto 1956           | Camping Confusion (Paperino al campeggio)                                           | 10           | Paperino                             | Carl Barks                 | Carl Barks                           | W WDC 191-01  |
| 325 | settembre 1956        | The Second-Richest Duck (Zio Paperone e il torneo monetario)                        | 20           | Zio Paperone                         | Carl Barks                 | Carl Barks                           | W US 15-02    |
| 326 | settembre 1956        | Pound for Sound (Zio Paperone - Un concerto sofferto...)                            | 1            | Zio Paperone                         | Carl Barks                 | Carl Barks                           | W US 15-06    |
| 327 | settembre 1956        | The Master (Paperino e il dominatore)                                               | 10           | Paperino                             | Carl Barks                 | Carl Barks                           | W WDC 192-01  |
| 328 | settembre 1956        | The Cat Box (Archimede Pitagorico e il traducigatti)                                | 4            | Archimede Pitagorico                 | Carl Barks                 | Carl Barks                           | W US 15-03    |
| 329 | settembre 1956        | Buffo or Bust (Zio Paperone e il busto di gesso)                                    | 1            | Zio Paperone                         | Carl Barks                 | Carl Barks                           | W US 15-01    |
| 330 | settembre 1956        | Migrating Millions (Zio Paperone e i guai del progresso)                            | 6            | Zio Paperone                         | Carl Barks                 | Carl Barks                           | W US 15-05    |
| 331 | ottobre 1956          | A Whale of a Story (Paperino in "Evviva la squola!")                                | 10           | Paperino                             | Carl Barks                 | Carl Barks                           | W WDC 193-01  |
| 332 | novembre 1956         | Smoke Writer in the Sky (Paperino fumografo)                                        | 10           | Paperino                             | Carl Barks                 | Carl Barks                           | W WDC 194-01  |
| 333 | dicembre 1956         | The Colossalest Surprise Quiz Show (Zio Paperone a "Lascia o prendi")               | 5            | Zio Paperone                         | Carl Barks                 | Carl Barks                           | W US 16-05    |
| 334 | dicembre 1956         | Back to Long Ago! (Zio Paperone e il tesoro della regina)                           | 21           | Zio Paperone                         | Carl Barks                 | Carl Barks                           | W US 16-02    |
| 335 | dicembre 1956         | Backyard Bonanza (Zio Paperone - Caro prezzo)                                       | 1            | Zio Paperone                         | Carl Barks                 | Carl Barks                           | W US 16-06    |
| 336 | dicembre 1956         | The Runaway Train (Paperino e il problema ferroviario)                              | 10           | Paperino                             | Carl Barks                 | Carl Barks                           | W WDC 195-01  |
| 337 | dicembre 1956         | Forecasting Follies (Archimede Pitagorico e il previsore del futuro)                | 4            | Archimede Pitagorico                 | Carl Barks                 | Carl Barks                           | W US 16-03    |
| 338 | dicembre 1956         | Grandma's Present (Archimede Pitagorico e il regalo della Nonna)                    | 8            | Archimede Pitagorico                 | Carl Barks                 | Carl Barks                           | W CP 8-06     |
| 339 | dicembre 1956         | Fertile Assets (Zio Paperone - Floricoltura preziosa)                               | 1            | Zio Paperone                         | Carl Barks                 | Carl Barks                           | W US 16-01    |
| 340 | gennaio 1957          | All Season Hat (Zio Paperone e il thermos sotto il cilindro)                        | <1           | Paperino                             | Carl Barks                 | Carl Barks                           | W DD 51-07    |
| 341 | gennaio 1957          | Statues of Limitations (Paperino e la statua acquatica)                             | 10           | Paperino                             | Carl Barks                 | Carl Barks                           | W WDC 196-02  |
| 342 | febbraio 1957         | Borderline Hero (Paperino e gli astuti contrabbandieri)                             | 10           | Paperino                             | Carl Barks                 | Carl Barks                           | W WDC 197-02  |
| 343 | marzo 1957            | Fishing Mystery (Archimede Pitagorico e il previsore del futuro)                    | 4            | Archimede Pitagorico                 | Carl Barks                 | Carl Barks                           | W US 17-04    |
| 344 | marzo 1957            | The Lost Peg Leg Mine (Paperino e la miniera di Gambadilegno)                       | 10           | Paperino                             | Carl Barks                 | Carl Barks                           | W DD 52-02    |
| 345 | marzo 1957            | Early to Build (Zio Paperone e la costruzione in stile)                             | 1            | Zio Paperone                         | Carl Barks                 | Carl Barks                           | W US 17-01    |
| 346 | marzo 1957            | The Eyes Have It (Zio Paperone soltanto un decino)                                  | 1            | Zio Paperone                         | Carl Barks                 | Carl Barks                           | W US 17-05    |
| 347 | marzo 1957            | A Cold Bargain (Zio Paperone e il tesoro sottozero)                                 | 26           | Zio Paperone                         | Carl Barks                 | Carl Barks                           | W US 17-02    |
| 348 | marzo 1957            | Knight in Shining Armor (Paperino e lo spirito cavalleresco)                        | 10           | Paperino                             | Carl Barks                 | Carl Barks                           | W WDC 198-02  |
| 349 | marzo 1957            | China Shop Shakeup (Zio Paperone...e i cocci sono suoi!)                            | <1           | Zio Paperone                         | Carl Barks                 | Carl Barks                           | W US 17-06    |
| 350 | aprile 1957           | Gyro's Imagination Invention (Paperino e la macchina di fantasia)                   | 10           | Paperino                             | Carl Barks                 | Carl Barks                           | W WDC 199-01  |
| 351 | maggio 1957           | Donald's Pet Service (Paperino e gli strani pensionanti)                            | 10           | Paperino                             | Carl Barks                 | Carl Barks                           | W WDC 200-01  |
| 352 | giugno 1957           | The Sure-Fire Gold Finder (Archimede Pitagorico e l’oro sepolto)                    | 4            | Archimede Pitagorico                 | Carl Barks                 | Carl Barks                           | W US 18-04    |
| 353 | giugno 1957           | Net Worth (Zio Paperone - Un rischio calcolato)                                     | 1            | Zio Paperone                         | Carl Barks                 | Carl Barks                           | W US 18-01    |
| 354 | giugno 1957           | Relative Reaction (Zio Paperone - Quanto conta l’apparenza!)                        | <1           | Zio Paperone                         | Carl Barks                 | Carl Barks                           | W US 18-05    |
| 355 | giugno 1957           | Land of the Pygmy Indians (Paperino nella terra degli indiani pigmei)               | 27           | Zio Paperone                         | Carl Barks                 | Carl Barks                           | W US 18-02    |
| 356 | giugno 1957           | The Day Duckburg Got Dyed (Paperino e la macchia d'inchiostro)                      | 10           | Paperino                             | Carl Barks                 | Carl Barks                           | W WDC 201-01  |
| 357 | luglio 1957           | In Kakimaw country (Paperino e il mago della pioggia)                               | 10           | Paperino                             | Carl Barks                 | Carl Barks                           | W WDC 202-01  |
| 358 | luglio 1957           | Forbidden Valley (Paperino e la valle proibita)                                     | 26           | Paperino                             | Carl Barks                 | Carl Barks                           | W DD 54-01    |
| 359 | luglio 1957           | Picnic (Archimede Pitagorico e il picnic)                                           | 6            | Archimede Pitagorico                 | Carl Barks                 | Carl Barks                           | W PP 8-06     |
| 360 | agosto 1957           | The Fantastic River Race (Zio Paperone e la gara sul fiume)                         | 20           | Zio Paperone                         | Carl Barks                 | Carl Barks                           | W USGD 1-02   |
| 361 | agosto 1957           | Special Delivery (Paperino insegna l'arte)                                          | 10           | Paperino                             | Carl Barks                 | Carl Barks                           | W WDC 203-01  |
| 362 | settembre 1957        | History Tossed (Zio Paperone - Un'impresa memorabile)                               | 1            | Zio Paperone                         | Carl Barks                 | Carl Barks                           | W US 19-01    |
| 363 | settembre 1957        | Losing Face (Paperino e l'onorevole testone)                                        | 10           | Paperino                             | Carl Barks                 | Carl Barks                           | W WDC 204-01  |
| 364 | settembre 1957        | The Mines of King Solomon (Zio Paperone e le miniere di Re Salomone)                | 27           | Zio Paperone                         | Carl Barks                 | Carl Barks                           | W US 19-02    |
| 365 | settembre 1957        | Gyro Builds a Better House (Archimede Pitagorico e la casa soffice)                 | 4            | Archimede Pitagorico                 | Carl Barks                 | Carl Barks                           | W US 19-04    |
| 366 | ottobre 1957          | Red Apple Sap (Paperino e il buon raccolto)                                         | 10           | Paperino                             | Carl Barks                 | Carl Barks                           | W WDC 205-01  |
| 367 | novembre 1957         | Sagmore Springs Hotel (Paperino e l'albergo di Fonte Ribalda)                       | 10           | Paperino                             | Carl Barks                 | Carl Barks                           | W WDC 206-02  |
| 368 | dicembre 1957         | The Black Pearls of Tabu Yama (Paperino e il Natale vulcanico)                      | 17           | Paperino                             | Carl Barks                 | Carl Barks                           | W CID 1-02    |
| 369 | dicembre 1957         | The Tenderfoot Trap (Paperino e la gara dell'asino)                                 | 10           | Paperino                             | Carl Barks                 | Carl Barks                           | W WDC 207-01  |
| 370 | dicembre 1957         | Rescue Enhancement (Zio Paperone - Il richiamo convincente)                         | <1           | Zio Paperone                         | Carl Barks                 | Carl Barks                           | W US 20-04    |
| 371 | dicembre 1957         | August Accident (Archimede Pitagorico e l'infortunio di ottobre)                    | 4            | Archimede Pitagorico                 | Carl Barks                 | Carl Barks                           | W MMAlm 1-08  |
| 372 | dicembre 1957         | City of Golden Roofs (Zio Paperone e la città dai tetti d’oro)                      | 26           | Zio Paperone                         | Carl Barks                 | Carl Barks                           | W US 20-01    |
| 373 | dicembre 1957         | September Scrimmage (Zio Paperone e il gioco vecchio stile)                         | 4            | Zio Paperone                         | Carl Barks                 | Carl Barks                           | W MMAlm 1-09  |
| 374 | dicembre 1957         | Roscoe the Robot (Archimede Pitagorico e il servo quasi perfetto)                   | 4            | Archimede Pitagorico                 | Carl Barks                 | Carl Barks                           | W US 20-03    |
| 375 | gennaio 1958          | The Code of Duckburg (Paperino e il codice di Paperopoli)                           | 10           | Paperino                             | Carl Barks                 | Carl Barks                           | W WDC 208-01  |
| 376 | febbraio 1958         | The Persistent Postman (Paperino postino a grande resistenza)                       | 10           | Paperino                             | Carl Barks                 | Carl Barks                           | W WDC 209-02  |
| 377 | marzo 1958            | The Half-Baked Baker (Paperino e la pizza pazza)                                    | 10           | Paperino                             | Carl Barks                 | Carl Barks                           | W WDC 210-02  |
| 378 | marzo 1958            | Windfall of the Mind (Zio Paperone - Troppo semplice)                               | 1            | Zio Paperone                         | Carl Barks                 | Carl Barks                           | W US 21-01    |
| 379 | marzo 1958            | Dogged Determination (Zio Paperone - Cane scaccia cane)                             | <1           | Zio Paperone                         | Carl Barks                 | Carl Barks                           | W US 21-05    |
| 380 | marzo 1958            | The Money Well (Zio Paperone e il pozzo dei dollari)                                | 26           | Zio Paperone                         | Carl Barks                 | Carl Barks                           | W US 21-02    |
| 381 | marzo 1958            | Forgotten Precaution (Zio Paperone - Per troppa prudenza)                           | 1            | Zio Paperone                         | Carl Barks                 | Carl Barks                           | W US 21-06    |
| 382 | marzo 1958            | Getting Thor (Archimede Pitagorico e i corvi)                                       | 3            | Archimede Pitagorico                 | Carl Barks                 | Carl Barks                           | W US 21-04    |
| 383 | aprile 1958           | Wishing Stone Island (Paperino e le pietre dei desideri)                            | 10           | Paperino                             | Carl Barks                 | Carl Barks                           | W WDC 211-01  |
| 384 | maggio 1958           | Rocket Race Around the World (Paperino e il giro del mondo in 80 minuti)            | 10           | Paperino                             | Carl Barks                 | Carl Barks                           | W WDC 212-02  |
| 385 | giugno 1958           | Going to Pieces (Zio Paperone e l’auto suggestione)                                 | 1            | Zio Paperone                         | Carl Barks                 | Carl Barks                           | W US 22-01    |
| 386 | giugno 1958           | High Rider (Zio Paperone - Per la precisione!)                                      | <1           | Zio Paperone                         | Carl Barks                 | Carl Barks                           | W US 22-05    |
| 387 | giugno 1958           | The Golden River (Zio Paperone e il re del fiume d'oro)                             | 26           | Zio Paperone                         | Carl Barks                 | Carl Barks                           | W US 22-02    |
| 388 | giugno 1958           | That Sinking Feeling (Zio Paperone - Arrotondare sì, ma…)                           | 1            | Zio Paperone                         | Carl Barks                 | Carl Barks                           | W US 22-06    |
| 389 | giugno 1958           | Dodging Miss Daisy (Paperino e la data terribile)                                   | 10           | Paperino                             | Carl Barks                 | Carl Barks                           | W WDC 213-01  |
| 390 | giugno 1958           | The Know-It-All Machine (Archimede Pitagorico e la lettura del pensiero)            | 4            | Archimede Pitagorico                 | Carl Barks                 | Carl Barks                           | W US 22-04    |
| 391 | 17 giugno 1958        | Blinders gag (Zio Paperone e le tentazioni)                                         | 1            | Zio Paperone                         | Carl Barks                 | Carl Barks                           | CS US 19      |
| 392 | luglio 1958           | The Titanic Ants! (Zio Paperone e le formiche giganti)                              | 20           | Paperino                             | Carl Barks                 | Carl Barks                           | W DD 60-02    |
| 393 | luglio 1958           | Fearsome Flowers (Paperino floricultore)                                            | 10           | Paperino                             | Carl Barks                 | Carl Barks                           | W WDC 214-01  |
| 394 | luglio 1958           | Water Ski Race (Paperino e la gara di sci acquatico)                                | 6            | Paperino                             | Carl Barks                 | Carl Barks                           | W DD 60-05    |
| 395 | agosto 1958           | Mocking Bird Ridge (Paperino e la collina echeggiante)                              | 10           | Paperino                             | Carl Barks                 | Carl Barks                           | W WDC 215-01  |
| 396 | settembre 1958        | Gyro Goes for a Dip (Archimede Pitagorico e il giugno in piscina)                   | 4            | Archimede Pitagorico                 | Carl Barks                 | Carl Barks                           | W US 23-03    |
| 397 | settembre 1958        | Lights Out (Zio Paperone - A tutto si può rimediare)                                | 1            | Zio Paperone                         | Carl Barks                 | Carl Barks                           | W US 23-07    |
| 398 | settembre 1958        | Moola on the Move (Zio Paperone - Nè ghiaia, né fieno, precisamente!)               | 1            | Zio Paperone                         | Carl Barks                 | Carl Barks                           | W US 23-01    |
| 399 | settembre 1958        | The Fabulous Tycoon (Zio Paperone e il favoloso magnate)                            | 5            | Zio Paperone                         | Carl Barks                 | Carl Barks                           | W US 23-05    |
| 400 | settembre 1958        | The Strange Shipwrecks (Zio Paperone e il pirata Spazzola)                          | 21           | Zio Paperone                         | Carl Barks                 | Carl Barks, Nick George              | W US 23-02    |
| 401 | settembre 1958        | All Choked Up (Zio Paperone - Attento al malloppo)                                  | <1           | Zio Paperone                         | Carl Barks                 | Carl Barks                           | W US 23-06    |
| 402 | settembre 1958        | Old Froggie Catapult (Paperino e il saltatore Catapulta)                            | 10           | Paperino                             | Carl Barks                 | Carl Barks                           | W WDC 216-02  |
| 403 | ottobre 1958          | Dramatic Donald (Paperino e il bacillo del teatro)                                  | 10           | Paperino                             | Carl Barks                 | Carl Barks                           | W WDC 217-01  |
| 404 | ottobre 1958          | The Forbidium Money Bin (Paperon de' Paperoni e la cassa (troppo) forte)            | 16           | Archimede Pitagorico & Zio Paperone  | Carl Barks                 | Carl Barks                           | W DISBP 1-03  |
| 405 | novembre 1958         | Noble Porpoises (Paperino e il pesce lucciola)                                      | 10           | Paperino                             | Carl Barks                 | Carl Barks                           | W WDC 218-01  |
| 406 | dicembre 1958         | The House on Cyclone Hill (Archimede Pitagorico e la collina dei cicloni)           | 4            | Archimede Pitagorico                 | Carl Barks                 | Carl Barks                           | W US 24-02    |
| 407 | dicembre 1958         | The Littlest Chicken Thief (Paperino e il docile coyote)                            | 10           | Paperino                             | Carl Barks                 | Carl Barks                           | W WDC 219-01  |
| 408 | dicembre 1958         | The Magic Ink (Zio Paperone e l’inchiostro miracoloso)                              | 6            | Zio Paperone                         | Carl Barks                 | Carl Barks                           | W US 24-04    |
| 409 | dicembre 1958         | Christmas in Duckburg (Paperino e la sfida natalizia)                               | 20           | Paperino                             | Carl Barks                 | Bob Gregory                          | W CP 9-01     |
| 410 | dicembre 1958         | The Twenty-four Carat Moon (Zio Paperone e la luna a 24 carati)                     | 20           | Zio Paperone                         | Carl Barks                 | Carl Barks                           | W US 24-01    |
| 411 | gennaio 1959          | Rocket-Roasted Christmas Turkey (Paperino e l'arrosto stratosferico)                | 10           | Paperino                             | Carl Barks                 | Carl Barks                           | W WDC 220-01  |
| 412 | febbraio 1959         | Tracking Sandy (Paperino e l'oro di Val Terrore)                                    | 10           | Paperino                             | Carl Barks                 | Carl Barks                           | W WDC 221-01  |
| 413 | marzo 1959            | The Wishing Well (Archimede Pitagorico e il pozzo dei desideri)                     | 4            | Archimede Pitagorico                 | Carl Barks                 | Carl Barks                           | W US 25-03    |
| 414 | marzo 1959            | News from Afar (Zio Paperone - Alle solite!)                                        | <1           | Zio Paperone                         | Carl Barks                 | Bob Karp                             | W US 25-07    |
| 415 | marzo 1959            | Immovable Miser (Zio Paperone - Qualunque mezzo pur di risparmiare)                 | 1            | Zio Paperone                         | Carl Barks                 | Carl Barks                           | W US 25-01    |
| 416 | marzo 1959            | Pyramid Scheme (Zio Paperone - Alla scoperta delle piramidi)                        | 5            | Zio Paperone                         | Carl Barks                 | Carl Barks                           | W US 25-05    |
| 417 | marzo 1959            | Kitty-Go-Round (Zio Paperone - Non sempre funziona)                                 | 1            | Zio Paperone                         | Carl Barks                 | Carl Barks                           | W US 25-08    |
| 418 | marzo 1959            | The Flying Dutchman (Zio Paperone e il vascello fantasma)                           | 20           | Zio Paperone                         | Carl Barks                 | Carl Barks                           | W US 25-02    |
| 419 | marzo 1959            | Bill Wind (Zio Paperone - Distrazione… interessata)                                 | <1           | Zio Paperone                         | Carl Barks                 | Carl Barks                           | W US 25-06    |
| 420 | marzo 1959            | The Master Mover (I grandi traslochi di Paperino)                                   | 10           | Paperino                             | Carl Barks                 | Carl Barks                           | W WDC 222-01  |
| 421 | aprile 1959           | Spring Fever (Paperino e il pesce-aquilone)                                         | 10           | Paperino                             | Carl Barks                 | Carl Barks                           | W WDC 223-01  |
| 422 | maggio 1959           | The Beachcombers' Picnic (Paperino e la gara di raspasabbia)                        | 10           | Paperino                             | Carl Barks                 | Carl Barks                           | W WDC 224-01  |
| 423 | giugno 1959           | The Prize of Pizarro (Zio Paperone e l'oro di Pizarro)                              | 20           | Zio Paperone                         | Carl Barks                 | Carl Barks                           | W US 26-01    |
| 424 | giugno 1959           | Krankenstein Gyro (Archimede Pitagorico - Dottor Krankenstein)                      | 4            | Archimede Pitagorico                 | Carl Barks                 | Carl Barks                           | W US 26-02    |
| 425 | giugno 1959           | The Lovelorn Fireman (Paperino e gli eroici pompieri)                               | 10           | Paperino                             | Carl Barks                 | Carl Barks                           | W WDC 225-01  |
| 426 | giugno 1959           | Return to Pizen Bluff (Zio Paperone e la miniera fantasma di Pizen Bluff)           | 6            | Zio Paperone                         | Carl Barks                 | Carl Barks                           | W US 26-04    |
| 427 | luglio 1959           | A Honey of a Hen (La banda Disney e le avventure villerecce 2°)                     | 7            | Amici della fattoria di Nonna Papera | Carl Barks                 | Vic Lockman                          | W OS 1010-02  |
| 428 | luglio 1959           | The Weather Watchers (La banda Disney e le avventure villerecce 3°)                 | 7            | Amici della fattoria di Nonna Papera | Carl Barks                 | Vic Lockman                          | W OS 1010-03  |
| 429 | luglio 1959           | The Floating Island (Paperino e la nuova isola)                                     | 10           | Paperino                             | Carl Barks                 | Carl Barks                           | W WDC 226-01  |
| 430 | luglio 1959           | The Flying Farm Hand (La banda Disney e le avventure villerecce)                    | 8            | Amici della fattoria di Nonna Papera | Carl Barks                 | Vic Lockman                          | W OS 1010-01  |
| 431 | luglio 1959           | The Sheepish Cowboys (La banda Disney e le avventure villerecce 4°)                 | 6            | Amici della fattoria di Nonna Papera | Carl Barks                 | Vic Lockman                          | W OS 1010-04  |
| 432 | agosto 1959           | Jungle Hi-jinks (Paperino e la spedizione nella giungla)                            | 14           | Paperino                             | Carl Barks                 | (?)                                  | W WDSF 2-06   |
| 433 | agosto 1959           | Mastering the Matterhorn (Paperino e la conquista del Mattogrosso)                  | 8            | Paperino                             | Carl Barks                 | (?)                                  | W OS 1025-02  |
| 434 | agosto 1959           | Trail Tycoon (Zio Paperone magnate del West)                                        | 6            | Nonna Papera                         | Carl Barks                 | (?)                                  | W OS 1025-03  |
| 435 | agosto 1959           | Fun? What's That? (Zio Paperone in cerca di svago)                                  | 10           | Archimede Pitagorico                 | Carl Barks                 | Carl Barks                           | W WDSF 2-02   |
| 436 | agosto 1959           | On the Dream Planet (Archimede Pitagorico Nel paese dei sogni)                      | 6            | Gastone                              | Carl Barks                 | (?)                                  | W OS 1025-05  |
| 437 | agosto 1959           | The Black Forest Rescue (Paperino e il nascondiglio nascosto)                       | 10           | Paperino                             | Carl Barks                 | Carl Barks                           | W WDC 227-01  |
| 438 | settembre 1959        | The Firefly Tracker (Archimede Pitagorico e l'acchiappalucciole)                    | 4            | Archimede Pitagorico                 | Carl Barks                 | Carl Barks                           | W US 27-02    |
| 439 | settembre 1959        | His Handy Andy (Zio Paperone e la goletta “Epaminonda”)                             | 4            | Zio Paperone                         | Carl Barks                 | Carl Barks                           | W US 27-04    |
| 440 | settembre 1959        | The Money Champ (Zio Paperone e il campionato di quattrini)                         | 22           | Zio Paperone                         | Carl Barks                 | Carl Barks                           | W US 27-01    |
| 441 | settembre 1959        | The Watchful Parents (Paperino e il COMPAVIDEIBA)                                   | 10           | Paperino                             | Carl Barks                 | Carl Barks                           | W WDC 228-01  |
| 442 | settembre 1959        | Crawls for Cash (Zio Paperone - Che si fa per un soldo!)                            | <1           | Zio Paperone                         | Carl Barks                 | Carl Barks                           | W US 27-05    |
| 443 | ottobre 1959          | The Good Deeds (Paperino e le buone azioni)                                         | 10           | Paperino                             | Carl Barks                 | Carl Barks                           | W WDC 229-01  |
| 444 | novembre 1959         | The Lost Rabbit Foot (Archimede Pitagorico e il potente amuleto)                    | 6            | Archimede Pitagorico                 | Carl Barks                 | Carl Barks                           | W OS 1047-05  |
| 445 | novembre 1959         | Black Wednesday (Paperino e il mercoledì nero)                                      | 10           | Paperino                             | Carl Barks                 | Carl Barks                           | W WDC 230-01  |
| 446 | novembre 1959         | The TV Babysitter (Dal diario di Paperina - La bambinaia televisiva)                | 6            | Diario di Paperina                   | Carl Barks                 | Bob Gregory                          | W OS 1055-04  |
| 447 | novembre 1959         | Tight Shoes (Dal diario di Paperina - Scarpe strette)                               | <1           | Paperina                             | Carl Barks                 | (?)                                  | W OS 1055-07  |
| 448 | novembre 1959         | The Stubborn Stork (Archimede Pitagorico e la cicogna capricciosa)                  | 8            | Archimede Pitagorico                 | Carl Barks                 | Carl Barks                           | W OS 1047-03  |
| 449 | novembre 1959         | The Bird Camera (Archimede Pitagorico e il fotonaturalista)                         | 1            | Archimede Pitagorico                 | Carl Barks                 | Carl Barks                           | W OS 1047-06  |
| 450 | novembre 1959         | The Librarian (Dal diario di Paperina - La Bibliotecaria)                           | 6            | Diario di Paperina                   | Carl Barks                 | Bob Gregory                          | W OS 1055-02  |
| 451 | novembre 1959         | The Master Glasser (Paperino mastro vetraio)                                        | 5            | Paperino                             | Carl Barks                 | (?)                                  | W DD 68-04    |
| 452 | novembre 1959         | Donald's Party (Dal diario di Paperina - Il ricevimento di Paperino)                | 7            | Diario di Paperina                   | Carl Barks                 | Bob Gregory                          | W OS 1055-05  |
| 453 | novembre 1959         | The Framed Mirror (Dal diario di Paperina - Lo specchio incorniciato)               | 1            | Paperina                             | Carl Barks                 | (?)                                  | W OS 1055-08  |
| 454 | novembre 1959         | Milktime Melodies (Archimede Pitagorico e la musica in fattoria)                    | 7            | Archimede Pitagorico                 | Carl Barks                 | Carl Barks                           | W OS 1047-04  |
| 455 | novembre 1959         | The Odd Order (Archimede Pitagorico cliente particolare)                            | 1            | Archimede Pitagorico                 | Carl Barks                 | Carl Barks                           | W OS 1047-07  |
| 456 | novembre 1959         | The Double Date (Dal diario di Paperina - L'appuntamento a quattro)                 | 5            | Diario di Paperina                   | Carl Barks                 | Bob Gregory                          | W OS 1055-03  |
| 457 | novembre 1959         | The Beauty Queen (Dal diario di Paperina - La reginetta di bellezza)                | 7            | Diario di Paperina                   | Carl Barks                 | Bob Gregory                          | W OS 1055-06  |
| 458 | novembre 1959         | The Gab-Muffer (Archimede Pitagorico e il silenziatore minuscolo)                   | 10           | Archimede Pitagorico                 | Carl Barks                 | Carl Barks                           | W OS 1047-02  |
| 459 | novembre 1959         | The New Girl (Dal Diario di Paperina - "La ragazza nuova")                          | 1            | Paperina                             | Carl Barks                 | (?)                                  | W OS 1055-09  |
| 460 | dicembre 1959         | The Witching Stick (Zio Paperone e la bacchetta magica)                             | 5            | Zio Paperone                         | Carl Barks                 | Carl Barks                           | W US 28-04    |
| 461 | dicembre 1959         | The Paul Bunyan Machine (Zio Paperone e la macchina scassatutto)                    | Zio Paperone | Carl Barks                           | Carl Barks                 | W US 28-01                           |               |
| 462 | dicembre 1959         | The Money Hat (Zio Paperone - Un cappello pieno di soldi)                           | <1           | Zio Paperone                         | Carl Barks                 | Carl Barks                           | W US 28-05    |
| 463 | dicembre 1959         | The Christmas Cha Cha (Paperino campione di cha cha cha)                            | 16           | Paperino                             | Carl Barks                 | Bob Gregory                          | W DG 26-01    |
| 464 | dicembre 1959         | The Inventors' Contest (Archimede Pitagorico e la gara degli inventori)             | 4            | Archimede Pitagorico                 | Carl Barks                 | Carl Barks                           | W US 28-02    |
| 465 | dicembre 1959         | The Wax Museum (Paperino e il museo delle cere)                                     | 10           | Paperino                             | Carl Barks                 | Carl Barks                           | W WDC 231-01  |
| 466 | gennaio 1960          | Touché Toupeé (La fattoria di Nonna Papera - Nonna Papera e Ciancio brontolone)     | 6            | Amici della fattoria di Nonna Papera | Carl Barks                 | Vic Lockman                          | W OS 1073-03  |
| 467 | gennaio 1960          | The Snow Chaser (La fattoria di Nonna Papera - Nonna Papera e lo scaccianeve)       | 6            | Amici della fattoria di Nonna Papera | Carl Barks                 | Vic Lockman                          | W OS 1073-04  |
| 468 | gennaio 1960          | Under the Polar Ice (Paperino sotto il Polo)                                        | 10           | Paperino                             | Carl Barks                 | Carl Barks                           | W WDC 232-01  |
| 469 | gennaio 1960          | Mopping Up (Nonna Papera e il drastico rimedio)                                     | 1            | Nonna Papera                         | Carl Barks                 | Vic Lockman                          | W OS 1073-01  |
| 470 | gennaio 1960          | Free Ski Spree (La fattoria di Nonna Papera - Zio Paperone sciatore)                | 6            | Amici della fattoria di Nonna Papera | Carl Barks                 | Vic Lockman                          | W OS 1073-06  |
| 471 | febbraio 1960         | Knights of the Flying Sleds (Paperino e i cavalieri delle slitte volanti)           | 10           | Paperino                             | Carl Barks                 | Carl Barks                           | W WDC 233-01  |
| 472 | marzo 1960            | Island in the Sky (Zio Paperone e l'isola nel cielo)                                | 18           | Zio Paperone                         | Carl Barks                 | Carl Barks                           | W US 29-01    |
| 473 | marzo 1960            | Oodles of Oomph (Archimede Pitagorico - Qualcosa di extra in più)                   | 4            | Archimede Pitagorico                 | Carl Barks                 | Carl Barks                           | W US 29-02    |
| 474 | marzo 1960            | Riding the Pony Express (Paperino e il pony express)                                | 10           | Paperino                             | Carl Barks                 | Carl Barks                           | W WDC 234-01  |
| 475 | marzo 1960            | Hound of the Whiskervilles (Il clan di Zio Paperone)                                | 7            | Zio Paperone                         | Carl Barks                 | Carl Barks                           | W US 29-04    |
| 476 | aprile 1960           | Mixed-Up Mixer (Archimede Pitagorico e la dolce...diga)                             | 7            | Archimede Pitagorico                 | Carl Barks                 | Carl Barks                           | W OS 1095-03  |
| 477 | aprile 1960           | Tale of the Tape (Archimede Pitagorico e il gran russare)                           | 1            | Archimede Pitagorico                 | Carl Barks                 | Carl Barks                           | W OS 1095-06  |
| 478 | aprile 1960           | Want to Buy an Island? (L'isola di Paperino)                                        | 10           | Paperino                             | Carl Barks                 | Carl Barks                           | W WDC 235-02  |
| 479 | aprile 1960           | The Call of the Wild (Archimede Pitagorico e il richiamo per l'alce)                | 1            | Archimede Pitagorico                 | Carl Barks                 | Carl Barks                           | W OS 1095-01  |
| 480 | aprile 1960           | The Madball Pitcher (Archimede Pitagorico campione di baseball)                     | 8            | Archimede Pitagorico                 | Carl Barks                 | Carl Barks                           | W OS 1095-04  |
| 481 | aprile 1960           | His Shining Hour (Archimede e il lustrascarpe automatico)                           | 1            | Archimede Pitagorico                 | Carl Barks                 | Carl Barks                           | W OS 1095-07  |
| 482 | aprile 1960           | Cave of the Winds (Archimede Pitagorico e i buoni del tesoro)                       | 10           | Archimede Pitagorico                 | Carl Barks                 | Carl Barks                           | W OS 1095-02  |
| 483 | aprile 1960           | The Bear Tamer (Archimede Pitagorico domatore d'orsi)                               | 7            | Archimede Pitagorico                 | Carl Barks                 | Carl Barks                           | W OS 1095-05  |
| 484 | maggio 1960           | Froggy Farmer Paperino e l'allevamento di ranocchi)                                 | 10           | Paperino                             | Carl Barks                 | Carl Barks                           | W WDC 236-01  |
| 485 | maggio 1960           | Rainbow's End (Qui, Quo e Qua e la fine dell'arcobaleno)                            | <1           | Qui, Quo e Qua                       | Carl Barks                 | (?)                                  | W DD 71-05    |
| 486 | giugno 1960           | War Paint (Archimede Pitagorico e il tatuaggio di guerra)                           | 4            | Archimede Pitagorico                 | Carl Barks                 | Carl Barks                           | W US 30-02    |
| 487 | giugno 1960           | Yoicks! The Fox! (Zio Paperone e la caccia alla volpe)                              | 9            | Zio Paperone                         | Carl Barks                 | Carl Barks                           | W US 30-04    |
| 488 | giugno 1960           | Pipeline to Danger (Zio Paperone magnate del petrolio)                              | 17           | Zio Paperone                         | Carl Barks                 | Carl Barks                           | W US 30-01    |
| 489 | giugno 1960           | Mystery of the Loch (Paperino e il mostro di Loch Less)                             | 10           | Paperino                             | Carl Barks                 | Carl Barks                           | W WDC 237-01  |
| 490 | luglio 1960           | The Dog-sitter (Qui, Quo e Qua bambinaie a tempo perso)                             | 10           | Paperino                             | Carl Barks                 | Carl Barks                           | W WDC 238-01  |
| 491 | agosto 1960           | The Village Blacksmith (Paperino fabbro del villaggio)                              | 10           | Paperino                             | Carl Barks                 | Carl Barks                           | W WDC 239-01  |
| 492 | settembre 1960        | All At Sea (Zio Paperone e il grano d’oro)                                          | 17           | Zio Paperone                         | Carl Barks                 | Carl Barks                           | W US 31-01    |
| 493 | settembre 1960        | The Secret Book (Zio Paperone e il segreto del libro)                               | <1           | Zio Paperone                         | Carl Barks                 | Carl Barks                           | W US 31-05    |
| 494 | settembre 1960        | Fishy Warden (Archimede Pitagorico e lo strano pesce)                               | 4            | Archimede Pitagorico                 | Carl Barks                 | Carl Barks                           | W US 31-02    |
| 495 | settembre 1960        | The Balmy Swami (Zio Paperone e il chiaro-veggente)                                 | 1            | Zio Paperone                         | Carl Barks                 | Carl Barks                           | W US 31-06    |
| 496 | settembre 1960        | The Fraidy Falcon (Paperino paracadutista)                                          | 10           | Paperino                             | Carl Barks                 | Carl Barks                           | W WDC 240-01  |
| 497 | settembre 1960        | Two-Way Luck (Zio Paperone e gli smeraldi giganti)                                  | 9            | Zio Paperone                         | Carl Barks                 | Carl Barks                           | W US 31-04    |
| 498 | ottobre 1960          | Rocks to Riches (Paperino e la levigatrice automatica)                              | 10           | Paperino                             | Carl Barks                 | Carl Barks                           | W WDC 241-01  |
| 499 | novembre 1960         | Balloonatics (Paperino e le prove aerostatiche)                                     | 10           | Paperino                             | Carl Barks                 | Carl Barks                           | W WDC 242-01  |
| 500 | dicembre 1960         | The Inventive Gentleman (Dal diario di Paperina - Un gentiluomo ingegnoso)          | 1            | Paperina                             | Carl Barks                 | (?)                                  | W OS 1150-10  |
| 501 | dicembre 1960         | Turnabout (Zio Paperone - Inversione di rotta)                                      | 1            | Zio Paperone                         | Carl Barks                 | (?)                                  | W US 32-07    |
| 502 | dicembre 1960         | A Sticky Situation (Dal diario di Paperina - Una soluzione attaccaticcia)           | 8            | Diario di Paperina                   | Carl Barks                 | (?)                                  | W OS 1150-02  |
| 503 | dicembre 1960         | Ruling the Roost (Dal diario di paperina - Una segretaria eccezionale)              | 8            | Diario di Paperina                   | Carl Barks                 | (?)                                  | W OS 1150-05  |
| 504 | dicembre 1960         | That's No Fable! (Zio Paperone e la fonte della giovinezza)                         | 18           | Zio Paperone                         | Carl Barks                 | Carl Barks                           | W US 32-01    |
| 505 | dicembre 1960         | Friendly Enemy (Dal diario di Paperina - Il fraterno nemico)                        | 1            | Paperina                             | Carl Barks                 | (?)                                  | W OS 1150-08  |
| 506 | dicembre 1960         | The Homey Touch (Zio Paperone - Un tocco di classe)                                 | <1           | Zio Paperone                         | Carl Barks                 | (?)                                  | W US 32-05    |
| 507 | dicembre 1960         | Ring Leader Roundup (Dal diario di Paperina - Paperina e il radioanello)            | 6            | Diario di Paperina                   | Carl Barks                 | (?)                                  | W OS 1150-03  |
| 508 | dicembre 1960         | Daringly Different (Dal diario di Paperina - "La casa rivoluzionaria")              | 4            | Diario di Paperina                   | Carl Barks                 | (?)                                  | W OS 1150-06  |
| 509 | dicembre 1960         | That Small Feeling (Archimede Pitagorico - Credete agli stregoni!)                  | 4            | Archimede Pitagorico                 | Carl Barks                 | Carl Barks                           | W US 32-02    |
| 510 | dicembre 1960         | Undercover Girl (Archimede Pitagorico - Credete agli stregoni!)                     | 1            | Paperina                             | Carl Barks                 | (?)                                  | W OS 1150-09  |
| 511 | dicembre 1960         | A Thrift Gift (Zio Paperone - Un dono parsimonioso)                                 | 1            | Zio Paperone                         | Carl Barks                 | Carl Barks                           | W US 32-06    |
| 512 | dicembre 1960         | Turkey Trouble (Paperino e la caccia al tacchino)                                   | 10           | Paperino                             | Carl Barks                 | Carl Barks                           | W WDC 243-01  |
| 513 | dicembre 1960         | Small Fryers (Dal diario di Paperina - "Piccole cuoche")                            | 1            | Paperina                             | Carl Barks                 | (?)                                  | W OS 1150-01  |
| 514 | dicembre 1960         | Too Much Help (Dal diario di Paperina - Il portafortuna di Nonna Papera)            | 4            | Diario di Paperina                   | Carl Barks                 | Vic Lockman                          | W OS 1150-04  |
| 515 | dicembre 1960         | False Flattery (Dal diario di Paperina - Adulazioni)                                | <1           | Paperina                             | Carl Barks                 | (?)                                  | W OS 1150-07  |
| 516 | dicembre 1960         | Clothes Make the Duck (Zio Paperone in l'abito fa il papero)                        | 7            | Zio Paperone                         | Carl Barks                 | Carl Barks                           | W US 32-04    |
| 517 | gennaio 1961          | Missile Fizzle (Paperino eroe del controspionaggio)                                 | 10           | Paperino                             | Carl Barks                 | Carl Barks                           | W WDC 244-01  |
| 518 | febbraio 1961         | The Training Farm Fuss (Gastone nella plaza de toros)                               | 7            | Amici della fattoria di Nonna Papera | Carl Barks                 | Vic Lockman                          | W OS 1161-03  |
| 519 | febbraio 1961         | The Whole Herd of Help (Nonna Papera e L'elefante lavoratore)                       | 8            | Amici della fattoria di Nonna Papera | Carl Barks                 | (?)                                  | W OS 1161-01  |
| 520 | febbraio 1961         | The Reversed Rescue (Paperino e il cappello invulnerabile)                          | 7            | Amici della fattoria di Nonna Papera | Carl Barks                 | Vic Lockman                          | W OS 1161-04  |
| 521 | febbraio 1961         | Sitting High (Paperino e la strada della celebrità)                                 | 10           | Paperino                             | Carl Barks                 | Carl Barks                           | W WDC 245-01  |
| 522 | febbraio 1961         | The Day the Farm Stood Still (Nonna Papera e Robertino genio pulcino)               | 6            | Amici della fattoria di Nonna Papera | Carl Barks                 | Vic Lockman                          | W OS 1161-02  |
| 523 | marzo 1961            | Billions in the Hole (Zio Paperone e il riduttore atomico)                          | 16           | Zio Paperone                         | Carl Barks                 | Carl Barks                           | W US 33-02    |
| 524 | marzo 1961            | The Big Bobber (Zio Paperone e i giochi infantili)                                  | <1           | Zio Paperone                         | Carl Barks                 | Carl Barks                           | W US 33-06    |
| 525 | marzo 1961            | You can't win (Archimede Pitagorico e il tonico per alberi)                         | 4            | Archimede Pitagorico                 | Carl Barks                 | Carl Barks                           | W US 33-03    |
| 526 | marzo 1961            | Thumbs Up (Zio Paperone e l'operazione pollice)                                     | 1            | Zio Paperone                         | Carl Barks                 | Carl Barks                           | W US 33-07    |
| 527 | marzo 1961            | Tree Trick (Zio Paperone - Il trucco dell'albero)                                   | 1            | Zio Paperone                         | Carl Barks                 | Carl Barks                           | W US 33-01    |
| 528 | marzo 1961            | Lost Frontier (Paperino e l'uomo delle caverne)                                     | 10           | Paperino                             | Carl Barks                 | Carl Barks                           | W WDC 246-01  |
| 529 | marzo 1961            | Bongo on the Congo (Zio Paperone e un problema da nulla)                            | 10           | Zio Paperone                         | Carl Barks                 | Carl Barks                           | W US 33-05    |
| 530 | aprile 1961           | The Madcap Mariner (Paperino lupo di mare)                                          | 9            | Paperino                             | Carl Barks                 | Carl Barks                           | W WDC 247-01  |
| 531 | maggio 1961           | The Nose Knows (Archimede Pitagorico e il missile parlante)                         | 1            | Archimede Pitagorico                 | Carl Barks                 | (?)                                  | W OS 1184-01  |
| 532 | maggio 1961           | Mighty But Miserable (Archimede Pitagorico e la forza bruta)                        | 7            | Archimede Pitagorico                 | Carl Barks                 | (?)                                  | W OS 1184-06  |
| 533 | maggio 1961           | Mechanized Mess (Archimede Pitagorico e il bidone automatico)                       | 1            | Archimede Pitagorico                 | Carl Barks                 | (?)                                  | W OS 1184-10  |
| 534 | maggio 1961           | Monsterville (Archimede Pitagorico e la città del poi)                              | 10           | Archimede Pitagorico                 | Carl Barks                 | (?)                                  | W OS 1184-02  |
| 535 | maggio 1961           | Brain-strain (La storia - Archimede Pitagorico e il cervello in tensione)           | 7            | Archimede Pitagorico                 | Carl Barks                 | (?)                                  | W OS 1184-07  |
| 536 | maggio 1961           | The Cube (Archimede Pitagorico e il cubo)                                           | 5            | Archimede Pitagorico                 | Carl Barks                 | Vic Lockman                          | W OS 1184-03  |
| 537 | maggio 1961           | Terrible Tourist (Paperino turista romantico)                                       | 10           | Paperino                             | Carl Barks                 | Carl Barks                           | W WDC 248-01  |
| 538 | maggio 1961           | The Old Timer (Archimede Pitagorico e il progresso)                                 | 1            | Archimede Pitagorico                 | Carl Barks                 | (?)                                  | W OS 1184-09  |
| 539 | giugno 1961           | Chugwagon Derby (Zio Paperone e le macchine antiche)                                | 9            | Zio Paperone                         | Carl Barks                 | Carl Barks                           | W US 34-04    |
| 540 | giugno 1961           | Stranger than Fiction (Paperino e la fantascienza)                                  | 9            | Paperino                             | Carl Barks                 | Carl Barks                           | W WDC 249-01  |
| 541 | giugno 1961           | Mythtic Mystery (Zio Paperone e Valhalla cosmico)                                   | 14           | Zio Paperone                         | Carl Barks                 | Carl Barks                           | W US 34-01    |
| 542 | giugno 1961           | Wily Rival (Archimede Pitagorico e l'astuto rivale)                                 | 4            | Archimede Pitagorico                 | Carl Barks                 | Carl Barks                           | W US 34-02    |
| 543 | luglio 1961           | Boxed-In (Paperino e l'asta del picnic)                                             | 10           | Paperino                             | Carl Barks                 | Carl Barks                           | W WDC 250-01  |
| 544 | agosto 1961           | Duck Luck (Paperino e l'oroscopo cinese)                                            | 10           | Paperino                             | Carl Barks                 | Carl Barks                           | W WDC 251-01  |
| 545 | settembre 1961        | Fast Away Castaway (Archimede Pitagorico e l'apparecchio universale)                | 4            | Archimede Pitagorico                 | Carl Barks                 | Carl Barks                           | W US 35-04    |
| 546 | settembre 1961        | Gift Lion (Zio Paperone e il leon donato)                                           | 4            | Zio Paperone                         | Carl Barks                 | Carl Barks                           | W US 35-05    |
| 547 | settembre 1961        | Mr. Private Eye (Paperino e l'opale catalessico)                                    | 10           | Paperino                             | Carl Barks                 | Carl Barks                           | W WDC 252-01  |
| 548 | settembre 1961        | Poor Loser (Zio Paperone e la corsa dei microbi)                                    | 1            | Paperino                             | Carl Barks                 | Carl Barks                           | W DD 79-07    |
| 549 | settembre 1961        | The Golden Nugget Boat (Zio Paperone e la barca d'oro)                              | 19           | Zio Paperone                         | Carl Barks                 | Carl Barks                           | W US 35-02    |
| 550 | ottobre 1961          | Hound Hounder (Paperino accalappiacani scientifico)                                 | 10           | Paperino                             | Carl Barks                 | Carl Barks                           | W WDC 253-01  |
| 551 | novembre 1961         | Buffaloed by Buffaloes (Archimede Pitagorico e la vittoria dei bufali)              | 4            | Archimede Pitagorico                 | Carl Barks                 | Carl Barks                           | W OS 1267-03  |
| 552 | novembre 1961         | Jet Witch (Paperino e la strega a reazione)                                         | 10           | Paperino                             | Carl Barks                 | Carl Barks                           | W WDC 254-01  |
| 553 | dicembre 1961         | Boat Buster (Rockerduck: la prima sfida)                                            | 10           | Paperino                             | Carl Barks                 | Carl Barks                           | W WDC 255-01  |
| 554 | dicembre 1961         | The Midas Touch (Zio Paperone e la fattucchiera)                                    | 17           | Zio Paperone                         | Carl Barks                 | Carl Barks                           | W US 36-01    |
| 555 | dicembre 1961         | Duckburg's Day of Peril (Archimede Pitagorico salvatore di Paperopoli)              | 4            | Archimede Pitagorico                 | Carl Barks                 | Carl Barks                           | W US 36-02    |
| 556 | dicembre 1961         | Money Bag Goat (Zio Paperone e la capra famelica)                                   | 6            | Zio Paperone                         | Carl Barks                 | Carl Barks                           | W US 36-04    |
| 557 | gennaio 1962          | The Sleepies (Zio Paperone e la cura dell'insonnia)                                 | 1            | Zio Paperone                         | Carl Barks                 | Carl Barks                           | W DD 81-09    |
| 558 | gennaio 1962          | Northeaster on Cape Quack (Paperino e la tempesta di Capo Quack)                    | 10           | Paperino                             | Carl Barks                 | Carl Barks                           | W WDC 256-01  |
| 559 | febbraio 1962         | Movie Mad (Paperino matto per il cinema)                                            | 10           | Paperino                             | Carl Barks                 | Carl Barks                           | W WDC 257-02  |
| 560 | marzo 1962            | The Great Pop Up (Archimede Pitagorico e il tostapane riluttante)                   | 4            | Archimede Pitagorico                 | Carl Barks                 | Carl Barks                           | W US 37-04    |
| 561 | marzo 1962            | Ten-Cent Valentine (Zio Paperone e il giorno di San Valentino)                      | 10           | Paperino                             | Carl Barks                 | Carl Barks                           | W WDC 258-01  |
| 562 | marzo 1962            | The Windy Story (Zio Paperone e il vento)                                           | 1            | Zio Paperone                         | Carl Barks                 | Carl Barks                           | W US 37-01    |
| 563 | marzo 1962            | Deep Down Doings (Zio Paperone e i salmoni da trasporto)                            | 9            | Zio Paperone                         | Carl Barks                 | Carl Barks                           | W US 37-05    |
| 564 | marzo 1962            | Cave of Ali Baba (Zio Paperone e la caverna di Alì Babà)                            | 16           | Zio Paperone                         | Carl Barks                 | Carl Barks                           | W US 37-02    |
| 565 | aprile 1962           | Jungle Bungle (Paperino e il rinoceronte dagli occhi rosa)                          | 10           | Paperino                             | Carl Barks                 | Carl Barks                           | W WDC 259-01  |
| 566 | maggio 1962           | Merry Ferry (Paperino traghettatore)                                                | 10           | Paperino                             | Carl Barks                 | Carl Barks                           | W WDC 260-02  |
| 567 | giugno 1962           | Monkey Business (Zio Paperone e la scalata)                                         | 1            | Zio Paperone                         | Carl Barks                 | Carl Barks                           | W US 38-01    |
| 568 | giugno 1962           | Much Luck McDuck (Zio Paperone e la fortuna)                                        | 7            | Zio Paperone                         | Carl Barks                 | Carl Barks                           | W US 38-05    |
| 569 | giugno 1962           | Playmates (Zio Paperone e la rinuncia motivata)                                     | 1            | Zio Paperone                         | Carl Barks                 | Carl Barks                           | W US 38-08    |
| 570 | giugno 1962           | Medaling Around (Paperino e il segugio sagace)                                      | 10           | Paperino                             | Carl Barks                 | Carl Barks                           | W WDC 261-01  |
| 571 | giugno 1962           | The Unsafe Safe (Zio Paperone e la cassaforte di cristallo)                         | 19           | Zio Paperone                         | Carl Barks                 | Carl Barks                           | W US 38-02    |
| 572 | giugno 1962           | Collection Day (Zio Paperone e la señorita)                                         | <1           | Zio Paperone                         | Carl Barks                 | Carl Barks                           | W US 38-06    |
| 573 | giugno 1962           | Madcap Inventors (Archimede Pitagorico e gli alberi esotici)                        | 3            | Archimede Pitagorico                 | Carl Barks                 | Carl Barks                           | W US 38-04    |
| 574 | giugno 1962           | Seeing is Believing (Zio Paperone - Vedere per credere)                             | 1            | Zio Paperone                         | Carl Barks                 | Carl Barks                           | W US 38-07    |
| 575 | luglio 1962           | Rags to Riches (Zio Paperone e le elemosine)                                        | <1           | Zio Paperone                         | Carl Barks                 | Carl Barks                           | W WDC 262-08  |
| 576 | luglio 1962           | Way Out Yonder (Paperino in vacanza)                                                | 10           | Paperino                             | Carl Barks                 | Carl Barks                           | W WDC 262-02  |
| 577 | agosto 1962           | The Candy Kid (Paperino e la fiera di Paperopoli)                                   | 10           | Paperino                             | Carl Barks                 | Carl Barks                           | W WDC 263-01  |
| 578 | settembre 1962        | Tricky Experiment (Zio Paperone e la sferarmata)                                    | 8            | Zio Paperone                         | Carl Barks                 | Carl Barks                           | W US 39-05    |
| 579 | settembre 1962        | A Spicy Tale (Zio Paperone e gli indiani Paperuti)                                  | 18           | Zio Paperone                         | Carl Barks                 | Carl Barks                           | W US 39-02    |
| 580 | settembre 1962        | Art Appreciation (Zio Paperone intenditore d'arte)                                  | <1           | Zio Paperone                         | Carl Barks                 | Carl Barks                           | W US 39-06    |
| 581 | settembre 1962        | Finny Fun (Archimede Pitagorico e il carnevale marino)                              | 4            | Archimede Pitagorico                 | Carl Barks                 | Carl Barks                           | W US 39-04    |
| 582 | settembre 1962        | Nest Egg Collector (Zio Paperone - Un collezionista diverso)                        | 1            | Zio Paperone                         | Carl Barks                 | Carl Barks                           | W US 39-07    |
| 583 | settembre 1962        | Master Wrecker (Paperino demolitore)                                                | 10           | Paperino                             | Carl Barks                 | Carl Barks                           | W WDC 264-01  |
| 584 | settembre 1962        | Getting the Bird (Zio Paperone - Un'asta truccata)                                  | 1            | Zio Paperone                         | Carl Barks                 | Carl Barks                           | W US 39-01    |
| 585 | ottobre 1962          | Raven Mad (Paperino e il corvo parlante)                                            | 10           | Paperino                             | Carl Barks                 | Carl Barks                           | W WDC 265-02  |
| 586 | novembre 1962         | Stalwart Ranger (Paperino e il test d'ammissione)                                   | 10           | Paperino                             | Carl Barks                 | Carl Barks                           | W WDC 266-02  |
| 587 | dicembre 1962         | Log Jockey (Paperino "conducente" di tronchi)                                       | 10           | Paperino                             | Carl Barks                 | Carl Barks                           | W WDC 267-02  |
| 588 | gennaio 1963          | Oddball Odyssey (Zio Paperone novello Ulisse)                                       | 19           | Zio Paperone                         | Carl Barks                 | Carl Barks                           | W US 40-02    |
| 589 | gennaio 1963          | Christmas Cheers (Paperino e la pepita mimetizzata)                                 | 10           | Paperino                             | Carl Barks                 | Carl Barks                           | W WDC 268-02  |
| 590 | gennaio 1963          | Posthasty Postman (Archimede Pitagorico e l'irriducibile vocazione)                 | 4            | Archimede Pitagorico                 | Carl Barks                 | Carl Barks                           | W US 40-04    |
| 591 | febbraio 1963         | A Matter of Factory (Paperino presidente a tutti i costi)                           | 10           | Paperino                             | Carl Barks                 | Carl Barks                           | W WDC 269-02  |
| 592 | marzo 1963            | Snow Duster (Archimede Pitagorico e la polvere spazzaneve)                          | 4            | Archimede Pitagorico                 | Carl Barks                 | Carl Barks                           | W US 41-04    |
| 593 | marzo 1963            | The Status Seeker (Zio Paperone snob di società)                                    | 20           | Zio Paperone                         | Carl Barks                 | Carl Barks                           | W US 41-02    |
| 594 | marzo 1963            | The Jinxed Jalopy Race (Paperino e la gara del vischio)                             | 10           | Paperino                             | Carl Barks                 | Carl Barks                           | W WDC 270-01  |
| 595 | aprile 1963           | A Stone's Throw From Ghost Town (Paperino imprenditore terriero)                    | 10           | Paperino                             | Carl Barks                 | Carl Barks                           | W WDC 271-01  |
| 596 | maggio 1963           | The Case of the Sticky Money (Zio Paperone e il denaro colloso)                     | 20           | Zio Paperone                         | Carl Barks                 | Carl Barks                           | W US 42-02    |
| 597 | maggio 1963           | Wishful Excess (Zio Paperone e lo spauracchio di Aladino)                           | 1            | Zio Paperone                         | Carl Barks                 | Carl Barks                           | W US 42-05    |
| 598 | maggio 1963           | Dueling Tycoons (Zio Paperone e il duello)                                          | 1            | Zio Paperone                         | Carl Barks                 | Carl Barks                           | W US 42-01    |
| 599 | maggio 1963           | Spare That Hair (Paperino inimitabile figaro)                                       | 10           | Paperino                             | Carl Barks                 | Carl Barks                           | W WDC 272-01  |
| 600 | maggio 1963           | Sidewalk of the Mind (Zio Paperone non si smentisce)                                | 1            | Zio Paperone                         | Carl Barks                 | Carl Barks                           | W US 42-07    |
| 601 | giugno 1963           | A Duck's-eye View of Europe (Paperino e il turismo veloce)                          | 10           | Paperino                             | Carl Barks                 | Carl Barks                           | W WDC 273-01  |
| 602 | luglio 1963           | Gall of the Wild (Paperino e la rivincita della civiltà)                            | 10           | Paperino                             | Carl Barks                 | Carl Barks                           | W WDC 274-01  |
| 603 | luglio 1963           | For Old Dime's Sake (Zio Paperone e l'inespugnabile deposito)                       | 18           | Zio Paperone                         | Carl Barks                 | Carl Barks                           | W US 43-01    |
| 604 | agosto 1963           | Crown of the Mayas (Zio Paperone e la corona dei Maya)                              | 21           | Zio Paperone                         | Carl Barks                 | Carl Barks                           | W US 44-01    |
| 605 | agosto 1963           | The Invisible Intruder (Zio Paperone e il disturbatore invisibile)                  | 6            | Zio Paperone                         | Carl Barks                 | Vic Lockman                          | W US 44-04    |
| 606 | agosto 1963           | Zero Hero (Paperino e la macchina del pensiero)                                     | 10           | Paperino                             | Carl Barks                 | Carl Barks                           | W WDC 275-01  |
| 607 | settembre 1963        | Beach Boy (Paperino e la lotta senza quartiere)                                     | 10           | Paperino                             | Carl Barks                 | Carl Barks                           | W WDC 276-02  |
| 608 | ottobre 1963          | The Duckburg Pet Parade (Paperino e la parata zoologica)                            | 10           | Paperino                             | Carl Barks                 | Carl Barks                           | W WDC 277-01  |
| 609 | ottobre 1963          | Isle of Golden Geese (Zio Paperone - “L'arcipelago dei piumati”)                    | 23           | Zio Paperone                         | Carl Barks                 | Carl Barks                           | W US 45-01    |
| 610 | ottobre 1963          | The Travel Tightwad (Zio Paperone e il problema di stile)                           | 4            | Zio Paperone                         | Carl Barks                 | Vic Lockman                          | W US 45-04    |
| 611 | novembre 1963         | Have Gun, Will Dance (Paperino danzatore a lungometraggio)                          | 10           | Paperino                             | Carl Barks                 | Carl Barks                           | W WDC 278-02  |
| 612 | dicembre 1963         | The Lemonade Fling (Zio Paperone - La prova d’onestà)                               | 5            | Zio Paperone                         | Carl Barks                 | Vic Lockman                          | W US 46-04    |
| 613 | dicembre 1963         | Lost Beneath the Sea (Paperino reporter degli abissi)                               | 22           | Zio Paperone                         | Carl Barks                 | Carl Barks                           | W US 46-01    |
| 614 | dicembre 1963         | Fireman Scrooge (Zio Paperone e l'incendio)                                         | 1            | Zio Paperone                         | Carl Barks                 | Carl Barks                           | W US 46-05    |
| 615 | dicembre 1963         | Once Upon a Carnival (Qui Quo Qua e la sala degli eroi)                             | 10           | Paperino                             | Carl Barks                 | Carl Barks                           | W WDC 279-01  |
| 616 | dicembre 1963         | A Helper's Helping Hand (Archimede Pitagorico aiutante dell'aiutante)               | 4            | Archimede Pitagorico                 | Carl Barks                 | Carl Barks                           | W US 46-03    |
| 617 | gennaio 1964          | Double Masquerade (Paperino e lo scambio di personalità)                            | 10           | Paperino                             | Carl Barks                 | Carl Barks, Chase Craig              | W WDC 280-03  |
| 618 | febbraio 1964         | The Thrifty Spendthrift (Zio Paperone spendaccione per ipnosi)                      | 20           | Zio Paperone                         | Carl Barks                 | Carl Barks                           | W US 47-01    |
| 619 | febbraio 1964         | Up and At It (Zio Paperone rabdomante)                                              | <1           | Zio Paperone                         | Carl Barks                 | Carl Barks                           | W US 47-06    |
| 620 | febbraio 1964         | Feud and Far Between (Paperino e il “gaudio” del vicinato)                          | 10           | Paperino                             | Carl Barks                 | Carl Barks                           | W WDC 281-02  |
| 621 | febbraio 1964         | Man Versus Machine (Archimede viandante del deserto)                                | 4            | Archimede Pitagorico                 | Carl Barks                 | Carl Barks                           | W US 47-03    |
| 622 | febbraio 1964         | No Bargain (Zio Paperone e il problema fumogeno)                                    | <1           | Zio Paperone                         | Carl Barks                 | Carl Barks                           | W US 47-05    |
| 623 | marzo 1964            | Jonah Gyro (Archimede “Giona” del XX secolo)                                        | 4            | Archimede Pitagorico                 | Carl Barks                 | Carl Barks                           | W US 48-03    |
| 624 | marzo 1964            | Bubbleweight Champ (Paperino boxeur da titolo mondiale)                             | 10           | Paperino                             | Carl Barks                 | Carl Barks                           | W WDC 282-01  |
| 625 | marzo 1964            | The Many Faces of Magica de Spell (Amelia maga del cangiante)                       | 22           | Zio Paperone                         | Carl Barks                 | Carl Barks                           | W US 48-01    |
| 626 | aprile 1964           | Cap'n Blight's Mystery Ship (Paperino e il Capitan Malocchio)                       | 10           | Paperino                             | Carl Barks                 | Carl Barks                           | W WDC 283-01  |
| 627 | maggio 1964           | The Loony Lunar Gold Rush (Zio Paperone e la corsa all'oro)                         | 17           | Zio Paperone                         | Carl Barks                 | Carl Barks                           | W US 49-01    |
| 628 | luglio 1964           | Rug Riders in the Sky (Zio Paperone e il tappeto volante)                           | 16           | Zio Paperone                         | Carl Barks                 | Carl Barks                           | W US 50-01    |
| 629 | luglio 1964           | The Olympian Torch Bearer (Paperino tedoforo)                                       | 10           | Paperino                             | Carl Barks                 | Carl Barks                           | W WDC 286-01  |
| 630 | agosto 1964           | How green was my lettuce (Zio Paperone e la lattuga mimetica)                       | 15           | Zio Paperone                         | Carl Barks                 | Carl Barks                           | W US 51-01    |
| 631 | settembre 1964        | Hero of the Dike (Paperino eroe del foro)                                           | 10           | Paperino                             | Carl Barks                 | Carl Barks                           | W WDC 288-01  |
| 632 | settembre 1964        | The Great Wig Mystery (Zio Paperone e la moda della parrucca)                       | 20           | Zio Paperone                         | Carl Barks                 | Carl Barks                           | W US 52-01    |
| 633 | ottobre 1964          | Unfriendly Enemies (Paperino e l'irriducibile battaglia)                            | 10           | Paperino                             | Carl Barks                 | Carl Barks                           | W WDC 289-02  |
| 634 | ottobre 1964          | Interplanetary Postman (Zio Paperone postino dello spazio)                          | 15           | Zio Paperone                         | Carl Barks                 | Carl Barks                           | W US 53-01    |
| 635 | dicembre 1964         | Delivery Dilemma (Zio Paperone e il dramma della consegna)                          | 10           | Paperino                             | Carl Barks                 | Carl Barks                           | W WDC 291-01  |
| 636 | dicembre 1964         | Flowers Are Flowers (Zio Paperone e il boquet di…fiori)                             | 1            | Zio Paperone                         | Carl Barks                 | (?)                                  | W US 54-06    |
| 637 | dicembre 1964         | The Billion Dollar Safari (Zio Paperone e l'elefante picchiettato)                  | 20           | Zio Paperone                         | Carl Barks                 | Carl Barks                           | W US 54-01    |
| 638 | dicembre 1964         | Saved by the Bag! (Zio Paperone e il salvataggio rapido)                            | 1            | Zio Paperone                         | Carl Barks                 | Carl Barks                           | W US 54-04    |
| 639 | gennaio 1965          | Instant Hercules (Paperino moderno Ercole)                                          | 10           | Paperino                             | Carl Barks                 | Carl Barks                           | W WDC 292-01  |
| 640 | febbraio 1965         | Ticking Detector (Le avventure di Zio Paperone)                                     | 1            | Zio Paperone                         | Carl Barks                 | Carl Barks                           | W US 55-04    |
| 641 | febbraio 1965         | McDuck of Arabia (Zio Paperone Lawrence d'Arabia)                                   | 24           | Zio Paperone                         | Carl Barks                 | Carl Barks                           | W US 55-01    |
| 642 | marzo 1965            | Duck Out of Luck (Paperino pattinatore da brividi)                                  | 10           | Paperino                             | Carl Barks                 | Carl Barks                           | W WDC 294-01  |
| 643 | marzo 1965            | Mystery of the Ghost Town Railroad (Zio Paperone a caccia di fantasmi)              | 24           | Zio Paperone                         | Carl Barks                 | Carl Barks                           | W US 56-02    |
| 644 | maggio 1965           | The Bigger the Beggar (Zio Paperone e la tazza di tè)                               | 1            | Zio Paperone                         | Carl Barks                 | Carl Barks                           | W US 57-01    |
| 645 | maggio 1965           | Plummeting with Precision (Zio Paperone allievo paracadutista)                      | 1            | Zio Paperone                         | Carl Barks                 | Carl Barks                           | W US 57-06    |
| 646 | maggio 1965           | The Swamp of No Return (Zio Paperone e la palude del non ritorno)                   | 24           | Zio Paperone                         | Carl Barks                 | Carl Barks                           | W US 57-02    |
| 647 | maggio 1965           | Snake Take (Zio Paperone e il cobra ballerino)                                      | 1            | Zio Paperone                         | Carl Barks                 | Carl Barks                           | W US 57-07    |
| 648 | maggio 1965           | The Lock Out (Zio Paperone e la distrazione che costa)                              | 1            | Zio Paperone                         | Carl Barks                 | Carl Barks                           | W US 57-04    |
| 649 | giugno 1965           | Million-Dollar Shower (Zio Paperone e l'acquazzone da un milione di dollari)        | 1            | Zio Paperone                         | Carl Barks                 | Carl Barks                           | W WDC 297-07  |
| 650 | giugno 1965           | Monkey Business (Paperino luminare dell'intervento)                                 | 10           | Paperino                             | Carl Barks                 | (?)                                  | W WDC 297-01  |
| 651 | luglio 1965           | The Giant Robot Robbers (Zio Paperone e la meraviglia scientifica)                  | 20           | Zio Paperone                         | Carl Barks                 | Carl Barks                           | W US 58-02    |
| 652 | luglio 1965           | Laundry for Less (Zio Paperone e il bucato)                                         | 1            | Zio Paperone                         | Carl Barks                 | (?)                                  | W US 58-03    |
| 653 | luglio 1965           | Long Distance Collision (Zio Paperone e il disastro lontano)                        | 1            | Zio Paperone                         | Carl Barks                 | (?)                                  | W US 58-07    |
| 654 | settembre 1965        | North of the Yukon (Zio Paperone a nord dello Yukon)                                | 24           | Zio Paperone                         | Carl Barks                 | Carl Barks                           | W US 59-01    |
| 655 | settembre 1965        | The Mummy's Ring (Paperino e l'anello maledetto) (Pp. 1-16-17 ridisegnate)          | 3            | Paperino                             | Carl Barks                 | Carl Barks                           | W USDD 1-03   |
| 656 | novembre 1965         | The Phantom of Notre Duck (Zio Paperone e il mistero della Cattedrale)              | 24           | Zio Paperone                         | Carl Barks                 | Carl Barks                           | W US 60-01    |
| 657 | gennaio 1966          | Wasted Words (Zio Paperone - L'innocente)                                           | 1            | Zio Paperone                         | Carl Barks                 | (?)                                  | W US 61-01    |
| 658 | gennaio 1966          | Top Wages (Zio Paperone e il datore di lavoro)                                      | 1            | Zio Paperone                         | Carl Barks                 | (?)                                  | W US 61-06    |
| 659 | gennaio 1966          | So Far and No Safari (Zio Paperone - Tutto per la concessione)                      | 24           | Zio Paperone                         | Carl Barks                 | Carl Barks                           | W US 61-02    |
| 660 | gennaio 1966          | It Happened One Winter (Zio Paperone e le fodere speciali)                          | 1            | Zio Paperone                         | Carl Barks                 | Carl Barks                           | W US 61-07    |
| 661 | gennaio 1966          | Down for the Count                                                                  | 1            | Zio Paperone                         | Carl Barks                 | (?)                                  | W US 61-03    |
| 662 | marzo 1966            | The Queen of the Wild Dog Pack                                                      | 24           | Zio Paperone                         | Carl Barks                 | Carl Barks                           | W US 62-02    |
| 663 | maggio 1966           | House of Haunts                                                                     | 24           | Zio Paperone                         | Carl Barks                 | Carl Barks                           | W US 63-02    |
| 664 | maggio 1966           | The Beauty Business                                                                 | 10           | Paperina                             | Carl Barks                 | Carl Barks                           | W WDC 308-06  |
| 665 | luglio 1966           | Treasure of Marco Polo (Zio Paperone e il tesoro di Marco Polo)                     | 24           | Zio Paperone                         | Carl Barks                 | Carl Barks                           | W US 64-02    |
| 666 | settembre 1966        | Micro-Ducks from Outer Space (Zio Paperone e il bilione in fumo)                    | 24           | Zio Paperone                         | Carl Barks                 | Carl Barks                           | W US 65-01    |
| 667 | settembre 1966        | The Not-so-Ancient Mariner (Paperino e Paperina - Il marinaio antico-ma-non-troppo) | 10           | Paperina                             | Carl Barks                 | Carl Barks                           | W WDC 312-01  |
| 668 | novembre 1966         | The Heedless Horseman (Zio Paperone e lo zoccolo di fuoco)                          | 24           | Zio Paperone                         | Carl Barks                 | Carl Barks                           | W US 66-02    |
| 669 | marzo 1967            | Hall of the Mermaid Queen (Zio Paperone nella reggia della sirena)                  | 24           | Zio Paperone                         | Carl Barks                 | Carl Barks                           | W US 68-02    |
| 670 | maggio 1967           | The Cattle King (Zio Paperone monarca del bestiame)                                 | 24           | Zio Paperone                         | Carl Barks                 | Carl Barks                           | W US 69-02    |
| 671 | luglio 1967           | The Doom Diamond (Zio Paperone e la gemma-anatema)                                  | 24           | Zio Paperone                         | Carl Barks                 | Carl Barks                           | W US 70-02    |
| 672 | ottobre 1967          | King Scrooge the First (Re Paperone Primo)                                          | 21           | Zio Paperone                         | Tony Strobl                | Carl Barks                           | W US 71-01    |
| 673 | gennaio 1968          | Pawns of the Loup Garou (Paperino pilota di linea)                                  | 21           | Paperino                             | Tony Strobl                | Carl Barks                           | W DD 117-01   |
| 674 | novembre 1968         | The Dainty Daredevil (Dal diario di Paperina - La magnifica temeraria)              | 8            | Paperina                             | Carl Barks                 | (?)                                  | W WDCD 5-12   |
| 675 | luglio 1969           | Officer for a Day (Qui, Quo, Qua plurisostituti)                                    | 14           | Paperino                             | Tony Strobl                | Carl Barks                           | W DD 126-01   |
| 676 | luglio 1970           | Peril of the Black Forest (Le Giovani Marmotte e la foresta in pericolo)            | 14           | Le Giovani Marmotte                  | John Carey                 | Carl Barks                           | W JW 6-01     |
| 677 | luglio 1970           | Life Savers (Le Giovani Marmotte improvvisate salvatrici)                           | 5            | Le Giovani Marmotte                  | Tony Strobl                | Carl Barks                           | W JW 6-03     |
| 678 | ottobre 1970          | Whale of a Good Deed (Zio Paperone e una balena d'oro in acqua)                     | 17           | Le Giovani Marmotte                  | John Carey                 | Carl Barks                           | W JW 7-01     |
| 679 | gennaio 1971          | Let Sleeping Bones Lie (Le Giovani Marmotte e il Colossosaurus Paperopolensis)      | 14           | Le Giovani Marmotte                  | John Carey                 | Carl Barks                           | W JW 8-01     |
| 680 | gennaio 1971          | Bad Day for Troop 'A' (Qui, Quo, Qua e la "pesante" sconfitta)                      | 6            | Le Giovani Marmotte                  | Tony Strobl                | Carl Barks                           | W JW 8-03     |
| 681 | aprile 1971           | Looter of the Lake (Le Giovani Marmotte e la vitamina zeta)                         | 13           | Le Giovani Marmotte                  | John Carey                 | Carl Barks                           | W JW 9-01     |
| 682 | luglio 1971           | Bottled Battlers (Qui Quo Qua e la battaglia in bottiglia)                          | 12           | Le Giovani Marmotte                  | Tony Strobl                | Carl Barks                           | W JW 10-02    |
| 683 | luglio 1971           | Maple Sugar Time (How Sweet It Is!) (Le Giovani Marmotte e la gara zuccherina)      | 13           | Le Giovani Marmotte                  | Tony Strobl                | Carl Barks                           | W JW 10-01    |
| 684 | luglio 1971           | A Day in a Duck's Life (Paperino in: un giorno da paperi)                           | 13           | Paperino                             | Kay Wright                 | Carl Barks                           | W DD 138-01   |
| 685 | ottobre 1971          | Traitor in the Ranks (Paperino orditore di trame)                                   | 13           | Le Giovani Marmotte                  | Tony Strobl                | Carl Barks                           | W JW 11-01    |
| 686 | ottobre 1971          | Eagle Savers (Le Giovani Marmotte e il rifugio delle aquile calve)                  | 12           | Le Giovani Marmotte                  | Kay Wright                 | Carl Barks                           | W JW 11-02    |
| 687 | gennaio 1972          | Hound of the Moaning Hills (Le Giovani Marmotte e il mistero del maxi-cane)         | 13           | Le Giovani Marmotte                  | Kay Wright                 | Carl Barks                           | W JW 12-01    |
| 688 | gennaio 1972          | Storm Dancers (Le Giovani Marmotte e la "antiscolastica")                           | 12           | Le Giovani Marmotte                  | Kay Wright                 | Carl Barks                           | W JW 12-02    |
| 689 | marzo 1972            | Gold of the '49ers (Qui, Quo, Qua e l'oro del 1850)                                 | 12           | Le Giovani Marmotte                  | Kay Wright                 | Carl Barks                           | W JW 13-02    |
| 690 | marzo 1972            | The Day the Mountain Shook (Le Giovani Marmotte e le previsioni del generale Quo)   | 13           | Le Giovani Marmotte                  | Kay Wright                 | Carl Barks                           | W JW 13-01    |
| 691 | maggio 1972           | Duckmade Disaster (Le Giovani Marmotte e la capanna di Cornelio Coot)               | 13           | Le Giovani Marmotte                  | Kay Wright                 | Carl Barks                           | W JW 14-01    |
| 692 | luglio 1972           | Wailing Whalers (Zio Paperone e la festa dei cetacei)                               | 18           | Le Giovani Marmotte                  | Kay Wright                 | Carl Barks                           | W JW 15-01    |
| 693 | settembre 1972        | Where There's Smoke (Le Giovani Marmotte e il piromane)                             | 16           | Le Giovani Marmotte                  | Kay Wright                 | Carl Barks                           | W JW 16-01    |
| 694 | novembre 1972         | Be Leery of Lake Eerie (Le Giovani Marmotte e il drago di Baicalà)                  | 16           | Le Giovani Marmotte                  | Kay Wright                 | Carl Barks                           | W JW 17-01    |
| 695 | marzo 1973            | Teahouse of the Waggin' Dragon (Le Giovani Marmotte e il dragone ruggente)          | 17           | Le Giovani Marmotte                  | Kay Wright                 | Carl Barks                           | W JW 19-01    |
| 696 | maggio 1973           | New Zoo Brews Ado (Le G.M. e il centro soccorso)                                    | 17           | Le Giovani Marmotte                  | Kay Wright                 | Carl Barks                           | W JW 20-01    |
| 697 | luglio 1973           | Music Hath Charms (Le Giovani Marmotte e il deposito dei trofei)                    | 16           | Le Giovani Marmotte                  | Kay Wright                 | Carl Barks                           | W JW 21-01    |
| 698 | settembre 1973        | The Phantom Joker (Paperino e il piano YZ)                                          | 15           | Le Giovani Marmotte                  | Kay Wright                 | Carl Barks                           | W JW 22-01    |
| 699 | novembre 1973         | Hark, Hark, the Ark (Le Giovani Marmotte e il C.S.A.)                               | 15           | Le Giovani Marmotte                  | Kay Wright                 | Carl Barks                           | W JW 23-01    |
| 700 | marzo 1974            | Captains Outrageous (Le Giovani Marmotte capitani coraggiosi)                       | 15           | Le Giovani Marmotte                  | Kay Wright                 | Carl Barks                           | W JW 25-01    |
| 701 | 22 novembre 1974      | The Milkman (Paperino - Vita da lattaio) (realizzato nel 1957)                      | 10           | Paperino                             | Carl Barks                 | Carl Barks                           | CS WDC 215    |
| 702 | 1976                  | Silent Night (Paperino e il canto di Natale) (realizzato nel 1945)                  | 9            | Paperino                             | Carl Barks                 | Carl Barks                           | CS WDC 64     |
| 703 | febbraio 1978         | Trick or Treat (Paperino e le forze occulte) (Cut pages)                            | 10           | Paperino                             | Carl Barks                 | Carl Barks                           | CS DD 26      |
| 704 | 5 marzo 1984          | Hang Gliders Be Hanged! (Paperino in: Andiamoci piano con il deltaplano!)           | 10           | Paperino                             | Vicar                      | Carl Barks, Tom Anderson             | D 6886        |
| 705 | 23 aprile 1984        | Go Slowly, Sands of Time (Scendi piano, sabbia del tempo)                           | 10           | Zio Paperone                         | Vicar                      | Carl Barks, Tom Anderson             | D 6856        |
| 706 | 27 febbraio 1990      | The Pied Piper of Duckburg (Il pifferaio magico di Paperopoli)                      | 8            | Archimede Pitagorico                 | Carl Barks, Don Rosa       | Carl Barks, Don Rosa                 | H 89174       |
| 707 | ottobre 1994          | Horsing Around with History (Una cavalcata nella storia)                            | 24           | Zio Paperone                         | William Van Horn           | Carl Barks                           | D 94003       |
| 708 | 1º novembre 2000      | Somewhere in Nowhere (Da qualche parte, in mezzo al nulla)                          | 28           | Paperino                             | Pat Block                  | Carl Barks, John Lustig              | I TES 3-1     |